# Jade

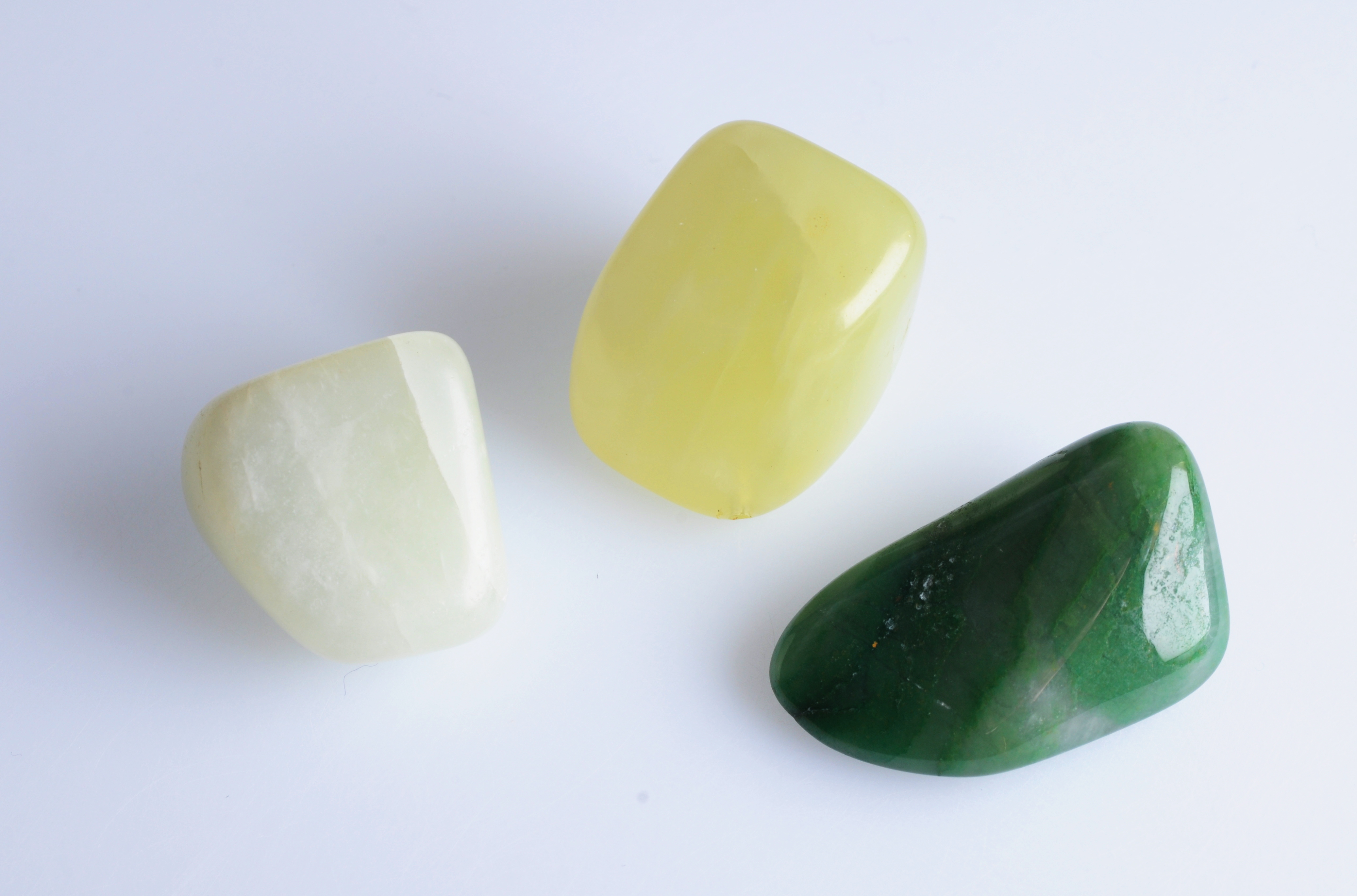
Weiße und grüne Jade

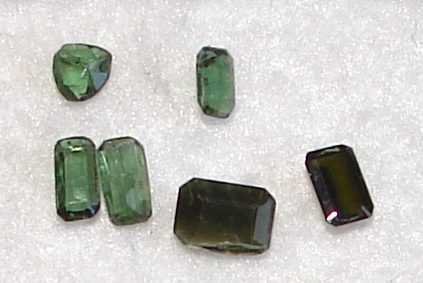
Aktinolith, eine jadeähnliche Varietät aus Brasilien

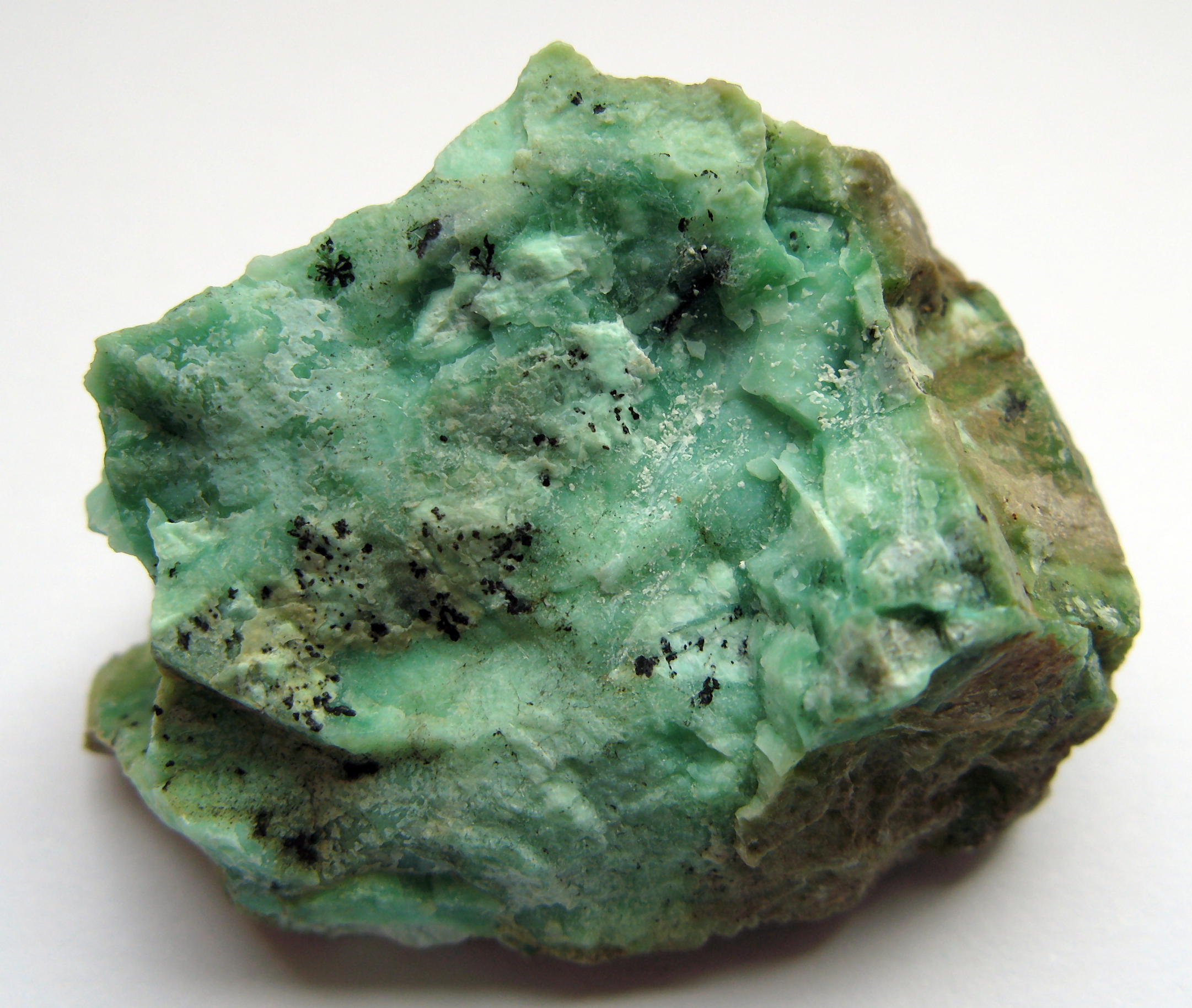
Klinochrysotil (Serpentin), China

Jade (der oder die) ist die Bezeichnung für verschiedene Mineralien, vor allem für Nephrit und Jadeit, die bestimmte optische Eigenschaften besitzen müssen, um als der Schmuckstein Jade zu gelten.
In China wird Jade schon seit mindestens 8000 Jahren verwendet und hochgeschätzt; mit der Zeit entwickelte sich sogar eine regelrechte Jadekultur. Auch in Europa, im pazifischen Raum, im östlichen Mittelmeerraum und insbesondere in Mittelamerika wurde Jade bereits vor Jahrtausenden verarbeitet.
Im Zuge der kolonialen Machtpolitik der europäischen Großmächte gegen Ende des 19. Jahrhunderts fand Jade dann auch vermehrt Eingang in die Schmuckkultur des Westens, nachdem ihn die Spanier bei der Kolonialisierung Mittelamerikas für Europa „wiederentdeckt“ hatten. In den 1920er Jahren wurde Jade gar zum begehrten modischen Accessoire. In der Hippie-Kultur der 1960er und 1970er wiederum wurde Jade zum magischen Attribut und esoterischen „Stein der Weisen“ veredelt.

## Etymologie
Der Begriff Jade geht zurück auf das spanische piedra de ijada (etwa „Lenden-“ bzw. „Nierenstein“). Im Co-Mineral Nephrit (zu griech. νεφρός nephros „Niere“) ist diese Bedeutung auch sprachlich noch erhalten. Der Ausdruck wurde ins Französische als l’éjade übernommen und ungefähr im 17. Jahrhundert fälschlich zu le jade umgebildet.
Die Spanier lernten Jade zuerst in Mittelamerika kennen, wo er von den Ureinwohnern zu Heilsteinen und Amuletten gegen Nierenleiden verarbeitet wurde. Der Begriff wurde in Europa dann auf Jade chinesischer bzw. asiatischer Herkunft ausgeweitet. Chinesisch heißt Jade Yu (gesprochen „Ü“).
Die europäische Definition des Begriffs „Jade“ weicht von der chinesischen allerdings insofern ab, dass die Edelserpentine in China seit Jahrtausenden als Stein der Götter verehrt und geschätzt werden, und dass die Chinesen dieses in China „Yu“ genannte Mineral als den ursprünglichen und echten Jade betrachten, seit in China der ausländische Begriff „Jade“ bekannt ist. Dagegen definierte man in internationalen Kommissionen den Begriff „Jade“ dahingehend, dass der Edelserpentin aus der Gruppe der Minerale ausgeschlossen wurde, die in der westlichen Welt „Jade“ genannt werden dürfen. Als Jade wird daher in der westlichen Welt eine Gruppe von Mineralen bezeichnet, die sich von der chinesischen Definition unterscheidet. In China werden allerdings auch die in der westlichen Welt als Jade geltenden Jadeit und Nephrit als eine Art von Jade bezeichnet, und zwar mit dem Wort „Fei-Tsui“. Auf den innerhalb des Artikels gezeigten Fotos sind daher vermutlich entsprechend sowohl Nephrit, Jadeit und Edelserpentin zu sehen.

### Mineralogische Definition und weitere Varietäten
Die Bezeichnung „Jade“ ist kein von der International Mineralogical Association (IMA) anerkannter Mineralname und wird vor allem für „Nephrit“ (Mischkristalle der Reihe Tremolit – Aktinolith) und das zur Gruppe der Na-Pyroxene gehörende Mineral Jadeit, oft aber auch für weit billigere, mehr oder weniger ähnlich aussehende Mineralien verwendet. Um den Namen „Jade“ tragen zu dürfen, müssen die Bestandteile als mikroskopische Aggregate vorliegen, das heißt in mikrokristalliner Form als kleinste, verzahnte, nur mit dem Mikroskop erkennbare Körner oder verfilzte Fasern. Jadeit bildet anders als der häufiger transparente bis opake Nephrit nur sehr selten regelrechte Großkristalle, ist in chemischem Reinzustand weiß (das ist auch seine Strichfarbe) und erhält seine Farbe (meist Grün, Braun, Rötlich, Gelb bis Violett) durch andere chemische Verbindungen, mit denen er fast stets zusammen vorkommt. Das Grün stammt dabei aus geringen Beimengungen von Chrom-, Chlor- und anderen Ionen. Vor allem in der chinesischen und indischen Kunst wird aber auch weiße Jade hoch geschätzt.
Die begehrteste und teuerste Jade-Varietät ist die sogenannte „Imperial-Jade“ oder auch „Kaiser-Jade“, ein durch Beimengungen von Chrom smaragdgrün gefärbter, kantendurchscheinender Jadeit aus Myanmar.

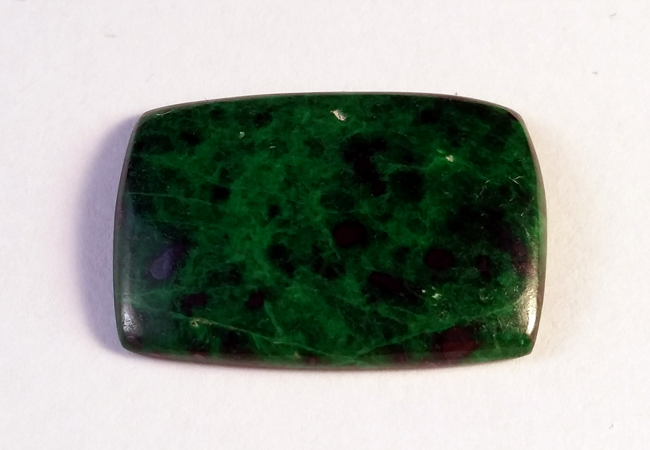
„Jadealbit“ (Maw Sit Sit) im Glattschliff (25,5ct) aus dem Himalaya

Weitere bekannte Jadevarietäten bzw. jadeähnliche Gesteine sind der grünschwarz gefleckte, eisenreiche und chromhaltige „Chloromelanit“ (Gemenge aus Jadeit, Diopsid und Aegirin); der hell- bis dunkelgrün gefleckte „Jadealbit“ (auch Albitjadeit oder Maw Sit Sit, Gemenge aus Albit und Jadeit aus Myanmar) und die „Magnetit-Jade“ (Handelsname für vergoldete Jade).

## Bildung und Fundorte
Jadeit und Nephrit entstehen druck- und/oder hitzebedingt in der Erdkruste durch metamorphe Umbildung im Verlauf vulkanischer Prozesse an Subduktionszonen, wie sie der Pazifische Feuerring darstellt (Neuseeland, Guatemala, Kalifornien, Japan usw.). Sie entstehen außerdem im Bereich tektonisch hochaktiver Regionen wie beispielsweise nördlich des Himalaya und des Hochlands von Tibet. Hier stoßen unter hohem Druck die indische und die eurasische Kontinentalplatte gegeneinander, ohne zu subduzieren. Dabei wird in Verbindung mit Auffaltungsvorgängen die geologische Struktur stark gestaucht. Diese Situation ist insbesondere gegeben für die nördlich und östlich des Hochlandes von Tibet liegenden Gebiete der Mongolei, des westlichen Hinterindien (Burma) und Xinjiangs. In solchen Regionen befinden sich daher auch die reichsten Fundstätten. In Tälern von Gebirgsflüssen wird die Jade als Geröll aus ihren eigentlichen Entstehungsgebieten, den orogenetischen Rift- und Faltungszonen, talwärts transportiert.

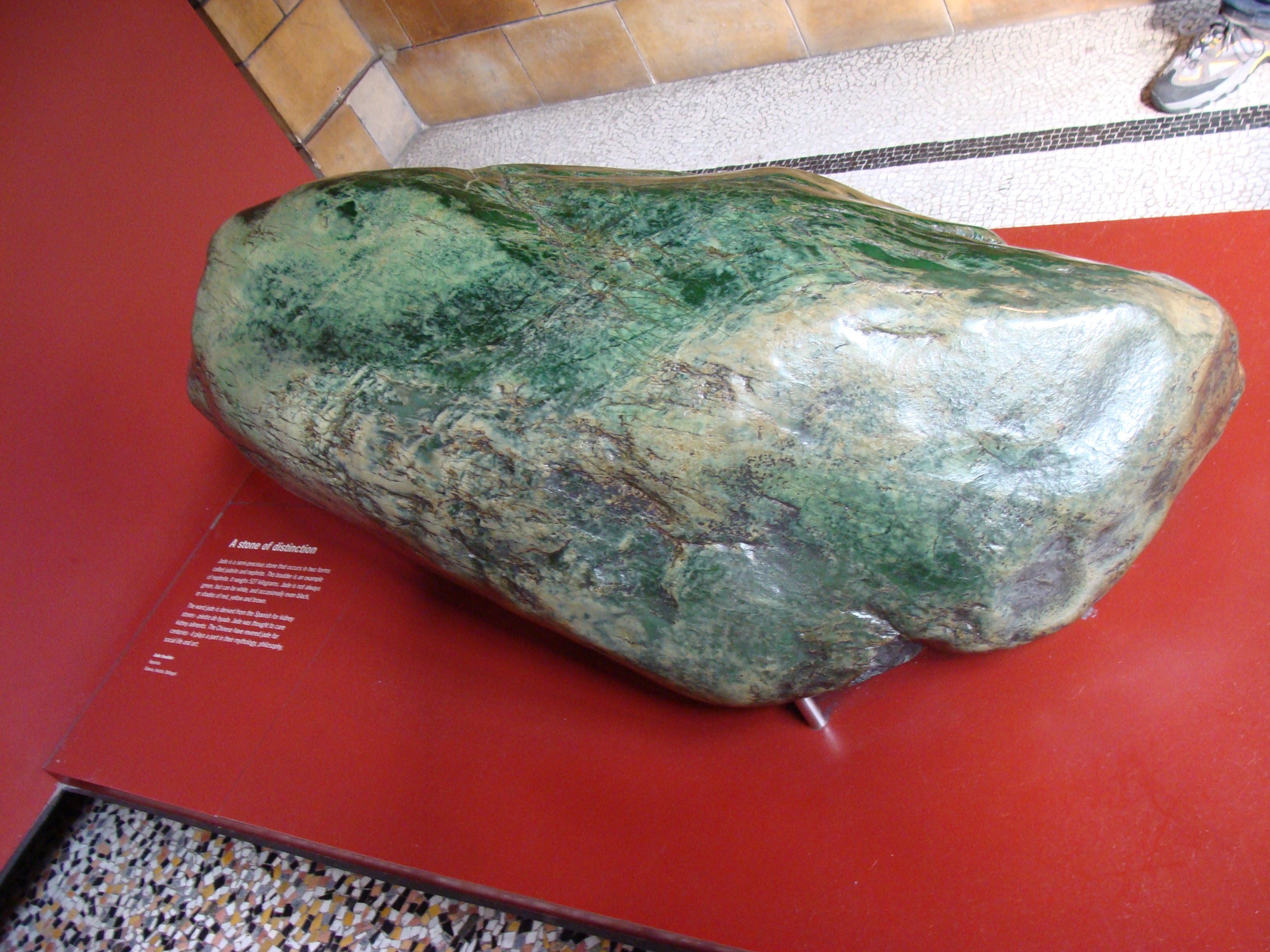
Jade-Geröllblock, Naturgeschichtliches Museum London

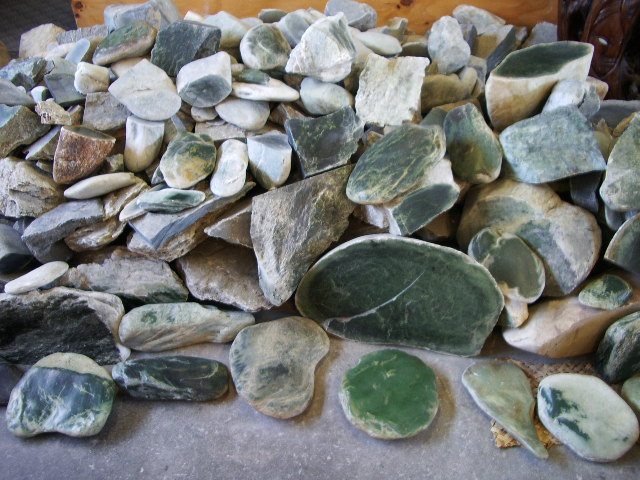
Neuseeland-Rohjade in Hokitika

Schon lange wird Jade auch bergmännisch abgebaut und nicht nur an der Oberfläche aufgesammelt. Bevorzugt kommt Jade in kristallinen Schiefern vor. Hauptfundstätten waren und sind die Santa Rita Mountains zwischen Santa Maria und Santa Barbara sowie in weiteren Teilen Kaliforniens, das generell – vermutlich aufgrund seiner geologischen Situation an der San-Andreas-Spalte – reiche Jadevorkommen hat und wo auch Kristalle zu finden sind. Eine klassische Fundstätte ist Tharrawaw im westlichen Myanmar (Burma), woher seit dem späten 18. Jahrhundert Jade (Jadeit) importiert wurde. Weitere größere Fundstätten gibt es in Kanada, Schlesien, im japanischen Itoigawa, in Guatemala (Tal des Río Motagua), Mexiko (vor allem an der südöstlichen Golfküste Yucatans), auf Neuguinea und der Südinsel Neuseelands, in Italien und auf Sulawesi (Celebes).
Aus Xinjiang stammten die meisten in China verarbeiteten Jaden vor dem 18. Jahrhundert. Damals wurde Jade als oberflächliches Geröll vor allem aus den Flüssen Hotan und Yarkant geborgen, beide am Südarm der Seidenstraße gelegen. In deren Nebenflüssen Karakash und jenen des Yurungkash kamen bis zu 30 t schwere Blöcke vor. In Khotan wurde weiße und grüne Jade gefunden, vor allem als Kiesel und Gerölle in den aus den Kuen-Lun-Bergen nach Norden in die Takla-Makan-Wüste abfließenden Gewässern. Die Fundzonen der Flussjade lag vor allem im Bereich des Yarkant, die weiße Jade wurde insbesondere im Yurungkash, die schwarze im Karakash-Fluss gefunden. Von dort, aus dem Königreich Khotan am Südzweig der Seidenstraße, kam der größte Teil der Jade als Teil von Tributzahlungen nach China. Neuere Forschungen lassen jedoch vermuten, dass einst auch Nephrit-Lagerstätten in der Mandschurei, in Lantian und Shanxi und am Unterlauf des Yangtse-Flusses existierten.
Ob allerdings Jade bereits im Neolithikum über diese enormen Distanzen (ca. 2000 bis 3000 km durch Wüsten und Hochgebirge) gebracht wurde, ist strittig. Die Seidenstraße (siehe Karte unten) jedenfalls erreichte ihre östliche Dimension erst während der Herrschaft der Han-Dynastie kurz vor der Zeitenwende, als sich unter dem Han-Kaiser Han Wudi (141–87 v. Chr.) in Abwehr der ständigen Grenzbedrohungen die Größe des Han-Reiches fast verdoppelte und der Sieg über die Xiongnu-Reiternomaden endgültig die Kontrolle über Zentralasien brachte. Damit verbunden war auch die Kontrolle über die dortigen Jade-Lagerstätten.
Aus anderen Mineralen bestehende Varietäten von geringerem Wert finden sich unter anderem in Südafrika (Transvaal-Jade) und Griechenland. Das in der Literatur häufig genannte Yunnan ist hingegen keine Fundstätte von Jadeit, denn es war nur der seit dem späten 18. Jahrhundert aus Burma importierte Jade, auf den die Chinesen lange Zeit ein Monopol besaßen und der dort in großem Stil auch als Exportgut gehandelt wurde, wobei es durchaus fabrikartige Herstellungsprozesse gegeben haben dürfte.
Die Jahresproduktion in Myanmar lag 1993 bei 300 Tonnen Material und ist heute (2009) wegen schlechter Abbaubedingungen und wegen der politisch bedingten Marktlage dort (Militärdiktatur) auf ca. 150 Tonnen zurückgegangen.

## Geschichte und Kulturgeschichte

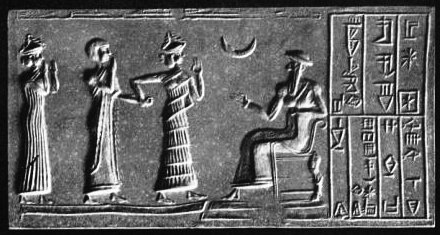
Anbetung des Mondgottes. Abdruck eines Grünstein-Zylindersiegels des Khashkhamer, Gottkönig von Ishkun-Sin (Nordbabylonien), und Vasall von Ur-Engur, König von Ur (ca. 2400 v. Chr.)

Jade gilt sowohl als Schmuckstein wie auch wegen seiner kulturhistorischen Bedeutung bis hin zum Glauben an seine heilende Wirkung, als eines der bemerkenswertesten Minerale überhaupt. Dabei handelt es sich nicht einmal um ein Mineral im engeren Sinne. Zur Verwendung als Rohmaterial für Werkzeuge ist Jade zu wertvoll und zu schwer zu bearbeiten. Bereits die Herstellung eines einfachen Amuletts kann Tage dauern. Daher wurden nur zeremonielle Waffen und ebensolche Werkzeuge daraus hergestellt, wie die in Mitteleuropa, Frankreich, der Schweiz und England gefundenen Jadeäxte. Ansonsten wurde und wird Jade häufig zu Schmuck verarbeitet, im Kunsthandwerk verwendet und aufgrund der dem Material teils zugesprochenen – im weitesten Sinne – magischen Qualitäten zu entsprechenden kultischen bzw. magischen Ritualen eingesetzt.
Im Folgenden werden daher zunächst die Kulturzonen und -perioden ausführlicher dargestellt, in denen Jade entweder von eigenständiger künstlerischer Bedeutung war und die Jadeverarbeitung eigene Stile ausgebildet hat oder wo eine geistig-religiöse Vorstellungswelt entstand, die Jade zum Gegenstand hatte. Jade als begehrtes und kostbares Handelsgut war sporadisch auch in anderen Kulturzonen als den anschließend dargestellten präsent, hat dort jedoch meist keine gesonderte oder nur sekundäre Bedeutung erlangt, wie zum Beispiel in Ägypten, wo er möglicherweise für Amulette und Ringe verwendet wurde. Im gesamten antiken Mittelmeerraum war er zudem ein seltenes Luxusgut. Jade ist für verschiedene, meist dekorative und Status-Zwecke verwendet worden, weil sie besonders selten, wertvoll und schwer zu bearbeiten war. Doch verbindet sich mit ihr in diesen Kulturräumen keine nachweisbare Vorstellungswelt religiös-philosophischer Art, allenfalls möglicherweise in Rom ab dem ersten nachchristlichen Jahrhundert als modisch-eklektische Übernahme aus anderen Kulturen.
Die Definition von Jade muss in diesem kulturhistorischen Zusammenhang allerdings weiter als die oben beschriebene, mineralogisch moderne gefasst werden und schließt neben Nephrit auch Jadeit sowie das ebenso bezeichnete Serpentin mit ein, aus dem vor allem die sporadisch vorkommenden Siegel Mesopotamiens und kostbaren Gefäße Kretas hergestellt waren, aber auch verschiedene Objekte etwa der olmekischen, Maya- und Māori-Kunst – ganz abgesehen davon, dass das, was etwa die Ägypter und andere mediterrane Kulturen „Grünstein“ nannten, sicherlich keine Jade war.

### Bedeutung in der Geschichte
Jade hat als Schmuck in mehreren alten Kulturen hohe Bedeutung erlangt, vor allem jedoch in der chinesischen, wo sogar einer der großen mythischen Kulturheroen den Titel Jadekaiser trägt und Jade in Dichtung und Philosophie eine wichtige Rolle spielt. Auch in Mesoamerika war Jade außerordentlich geschätzt, vor allem wohl seiner Härte, Zähigkeit und Seltenheit wegen. Als besonders kostbar galt der smaragdgrüne Jade, der wertvoller als Gold war.
Obwohl Jade in praktisch allen Erdteilen vorkommt, haben insbesondere die Völker des Pazifiks und speziell die Chinesen, die eine regelrechte Ethik und Mythologie darum woben, sowie die Olmeken und Maya Mittelamerikas und die Māori Neuseelands, die Jade nicht nur zu Schmuckzwecken verwendet. Warum dies so ist und warum Jade in anderen Kulturen weitgehend fehlt, ist bis heute in der Forschung umstritten. Tatsächlich könnte man, wenn man eine Weltkarte zu Rate zieht, von einer regelrechten „Jadezone“ sprechen, die vom frühen Alteuropa mit seinen Jadebeilen und dem bis heute schamanischen Nordasien über Zentralasien nach China, Korea, und Japan reicht, Neuseeland berührt und in Mesoamerika endet. Ob diesen geographischen Zusammenhängen aber auch ethnisch-kulturelle zugrunde liegen (z. B. bei der Besiedelung Amerikas und Ozeaniens), vor allem, wenn man noch die regionalen zeitlichen Abstufungen mit heranzieht, ist offen und hoch spekulativ.

### Paläo- und Neolithikum, Frühgeschichte

#### Altsteinzeit
Die ältesten Jadegegenstände werden in die ausgehende Altsteinzeit datiert. So wurden geschliffene Nephritsteine bei Buret im sibirischen Irkutsk-Gebiet gefunden. Sie sind zeitlich dem späten Jungpaläolithikum zuzurechnen, da hier auch weibliche Statuetten des Venustyps gefunden wurden, die allerhöchstens 29.000 Jahre alt sind und typologisch dem Gravettien angehören.

#### Jungsteinzeit und rezente indigene Kulturen
Für das Neolithikum kann die Verwendung von Jade archäologisch im nördlichen, östlichen und westlichen Europa, in weiten Teilen Asiens und in Mittelamerika nachgewiesen werden, und es gab offensichtlich schon damals einen weitreichenden Handel mit diesem begehrten und relativ leicht zu transportierenden, somit auch als Tauschgut sehr geeigneten Material, das man nach und nach auch durch Schleifen und Schnitzen immer mehr zu veredeln lernte. Häufig sind neben Jadebeilen Schmuck und Amulette aus Jade, Gefäße, Kleinplastiken und Reliefs. Die meisten dieser Objekte stammen aus Gräbern und wurden teilweise wohl für Bestattungen extra angefertigt bzw. waren Zeremonial- und Statussymbole.
Asien

China war hier wohl wegen reicher und leicht zugänglicher Lagerstätten das Zentrum, und vielerorts wurden hier bis zu 8000 Jahre alte Jadegegenstände entdeckt. Insgesamt gibt es aus dem chinesischen Neolithikum etwa 10.000 Jadefunde in über 100 Fundplätzen. Jade muss in der chinesischen Kultur schon früh derart wichtig gewesen sein, dass bereits chinesische Historiker vor 2000 Jahren neben einer Stein-, Bronze- und Eisenzeit (sie kannten diese Begriffe, die in Europa erst um 1830 von dem dänischen Altertumsforscher Christian Jürgensen Thomsen und anderen eingeführt wurden, schon damals) eine Jadezeit (yuqi shidai) einfügten, die den Ausgangspunkt für die spätere chinesische Jadekultur bildete.
Man nimmt für diese bereits vorgeschichtlich hohe Wertschätzung von Jade neben der leichteren Verfügbarkeit zwei Ursachen an:
- Die Ausbildung geschichteter Gesellschaften im Übergang von der primitiven Stammesgesellschaft zu Staatswesen brachte das Bedürfnis nach Statussymbolen für die Führer mit sich.
- Hauptaufgaben dieser Führer waren Opferhandlungen und die Kriegsführung. Jade wurde als magische Materie (shenwu) angesehen.

Etwa zur Zeit des mythischen „gelben Kaisers“ Huangdi (ein Titel, der so viel wie „Erhabener Herrscher“ bedeutet, etwa vergleichbar dem römischen „Augustus“, und den die Qui-Herrscher bereits als Titulatur annahmen) habe man dann begonnen, wie die Legendensammlung des Yuyueshu der Östlichen Han-Zeit berichtet, auch Waffen, die vorher aus Stein gewesen seien, aus Jade herzustellen, was ihnen, wie man glaubte, magische Kraft verlieh. Unter dem Jadekaiser Yu Di seien die Waffen dann angeblich wieder aus Bronze gefertigt worden.

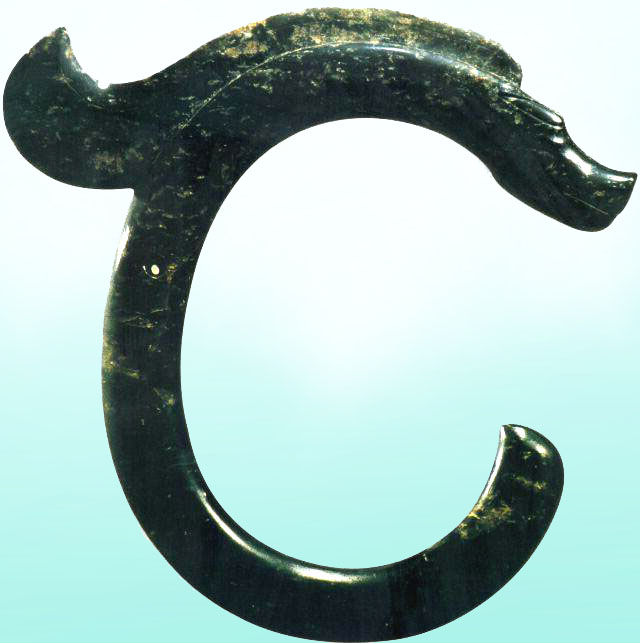
C-förmiger Jadedrache der Hongshan-Kultur

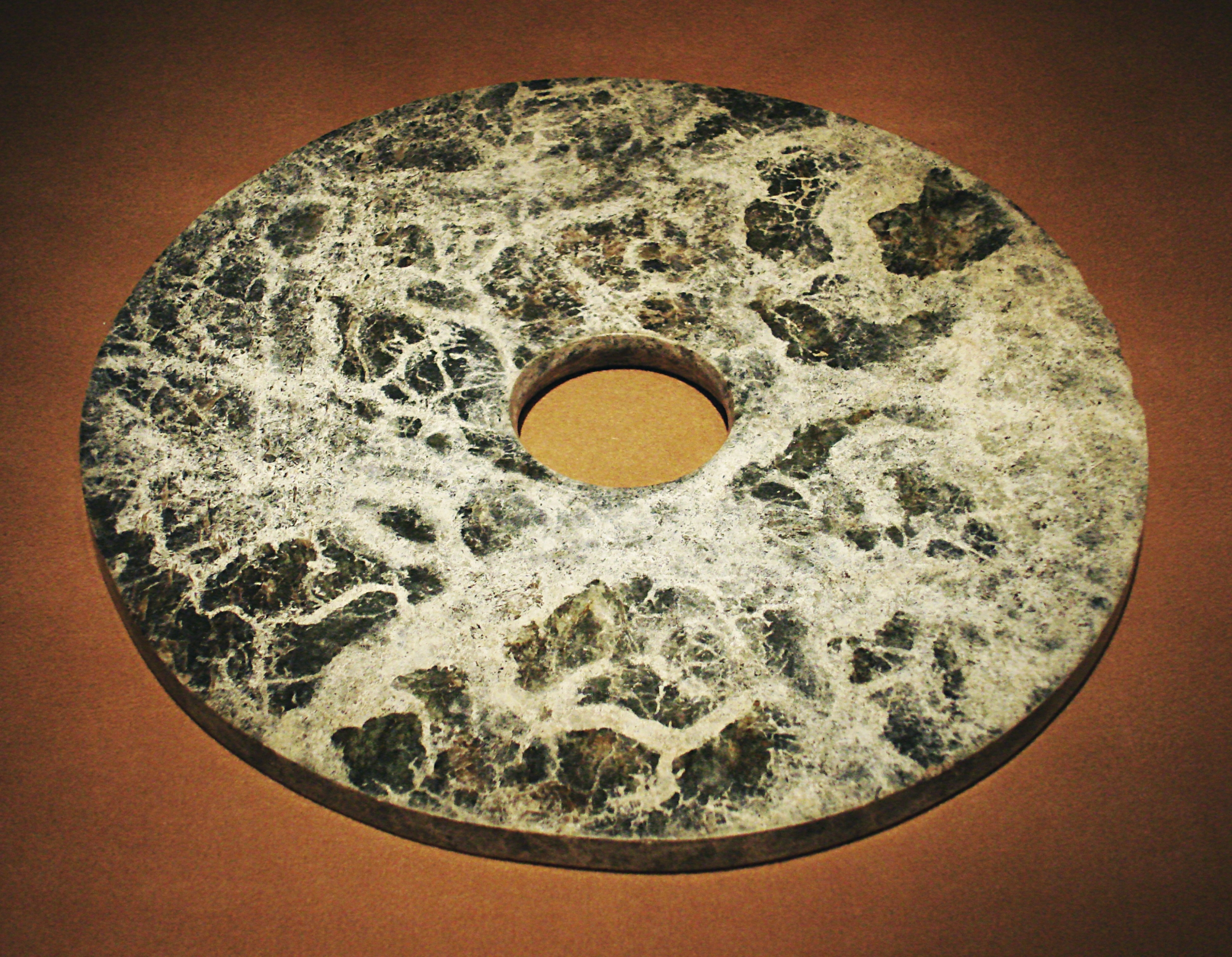
Bi-Scheibe aus gelber Jade, Durchmesser 18 cm, Dicke 1,1 cm, Durchmesser der Bohrung 4,8 cm, Neolithische Liangzhu-Kultur (3300–2800 v. Chr.). Fundort: Yuhang, Provinz Zheijang

Neolithische Glaubensvorstellungen und rituelle Praktiken förderten dabei die Entwicklung der Ritualjade entscheidend, vor allem in den chinesischen Küstenregionen. In dem dortigen halbmondförmigen Jadegürtel entstanden die frühesten Formen dieser Kultur (was stark darauf hinweist, dass es dort auch entsprechende Fundstätten gegeben haben muss, vermutlich von Gerölljade etwa am Jangtse). Frühe Zentren einer Jadekultur waren dabei vor allem die nordchinesische Hongshan-Kultur (ca. 4000–3000 v. Chr.) und die südostchinesische Liangzhu-Kultur (ca. 3300 bis 2200 v. Chr.). Die Liangzhu-Jade-Kultur war die letzte jungsteinzeitliche Jade-Kultur im Yangtse-Delta. Die Jadekunst dieser Zeit prägen große Ritualgefäße und Ritualgegenstände von bis jetzt unklarer Bedeutung wie etwa Cong-Röhren und Bi-Scheiben, bei denen man vermutet, dass sie Erde und Himmel symbolisieren, dazu rituelle, vermutlich für Menschen- und/oder Tieropfer bestimmte Yue-Äxte sowie Anhänger und Amulette in Form von Vögeln, Schildkröten oder Fischen. Die Liangzhu-Jade war milchig weiß. Ob diese Bevorzugung einen rituellen farbsymbolischen Hintergrund hat oder ganz einfach an der besseren lokalen Verfügbarkeit von weißer Jade lag, ist ungewiss. Jade diente vor allem der Verehrung der Götter. Zu den kulturell möglicherweise verwandten Phänomenen des sibirischen Schamanismus, insbesondere die toli-Spiegel der Burjaten, und die Parallelen zum Gräberfeld von Jinggangshan siehe den Abschnitt Schamanismus Sibiriens und der Ainu.
Außerhalb Chinas finden sich Jadegegenstände auch in Korea und Japan (Magatamas), in der Indus-Kultur, wo sie offenbar via Himalaja aus Zentralasien und den dortigen Jade-Fundstätten importiert wurden, denn in Indien selbst gab und gibt es keine Jade-Fundstellen. In Vorderasien, im Kaukasus, Indien und Pakistan findet man Keulenköpfe aus Jade als Statussymbole, ebenso auf den Philippinen (eine fein gearbeitete Axt), wohin sie vermutlich auf frühen Handelswegen kamen, denn Südchina und Vietnam waren im Winter mit Hilfe des Nordostmonsuns auch in flachen Booten entlang den Küsten leicht erreichbar.
Europa und Mittelmeergebiet

Während des fünften und vierten vorchristlichen Jahrtausends wurden Beile aus alpiner Jade angefertigt, die dann vornehmlich in der Schweiz gefunden wurden. Repräsentativ für das späte Neolithikum des dritten vorchristlichen Jahrtausends sind in Europa die vor allem im Rheingebiet zwischen Hessen und den Niederlanden verbreiteten Jadebeile, die man auch in der Bretagne und auf den britischen Inseln (Somerset) gefunden hat. Bei dem großen Depotfund von Mainz-Gonsenheim werden sie der sogenannten Glockenbecherkultur (2500–2200 v. Chr.) zugeschrieben. Sie sind dort bis zu 35 cm lang, flach und sorgfältig geschliffen. Wegen ihrer Zerbrechlichkeit kann es sich dabei nur um Zeremonialwaffen für hohe Würdenträger gehandelt haben.
Im übrigen Mitteleuropa sowie ins Süd- und Osteuropa fehlen Jadegegenstände hingegen (mit Ausnahme Kretas, siehe unten).
Ägypten

Auch im vor- und frühdynastischen Ägypten wurden Zeremonialkeulen gefunden. Allerdings benutzte man dort später Jade in Kunst und Religion nur noch relativ selten, möglicherweise kannte ihn aber als Schmuckstein und schrieb ihm magische Qualitäten zu, wie anderen Edelsteinen auch. So ist etwa einer der 15 Ringe des Tutanchamun aus Nephrit (das Material ist aber unsicher) und enthält eine nicht sehr kunstvolle Flachreliefdarstellung des Königs und des Fruchtbarkeitsgottes Min, der stets mit einem erigierten Penis abgebildet wird. Dass die Ägypter eine eigene Jadetechnologie entwickelten, ist aufgrund der spärlichen Fundlage eher unwahrscheinlich, auch verfügte und verfügt Ägypten soweit bekannt über keinerlei Jadevorkommen (das auch schon geologisch unwahrscheinlich wäre). Vermutlich importierten sie Jadeobjekte, mit denen die Phönizier handelten, die sie aus Kreta und Kanaan kannten, erhielten sie von anderen Völkern als Teil von Tributleistungen oder brachte sie von ihren Eroberungszügen aus Kanaan und Nubien bis hinunter ins legendäre Punt mit.
Mesoamerika, Nord- und Südamerika

Die spätneolithische Kultur der Olmeken, die als Mutterkultur Mesoamerikas gilt, verwendete Jade außer für medizinmagische Zwecke für Zeremonialgegenstände und Skulpturen wie später die Mayas.
Da die präkolumbianischen mesoamerikanischen Hochkulturen die Metallbearbeitung jedoch erst sehr spät erlernten (etwa ab 900 n. Chr., als die Tolteken sie vermutlich aus Südamerika für Gold und Kupfer übernahmen, die Bronzeherstellung aber nie erlernten) und die vorzugsweise aus dem weichen Kupfer hergestellten Objekte dann nur für zeremonielle Zwecke oder für Schmuck verwendeten, ist hier die klassische Einteilung in Stein- und Metallzeit nicht gebräuchlich (man unterteilt in Archaikum, Formativum, Klassik und Nachklassik). Zur mesoamerikanischen Jadekunst als solchen siehe den entsprechenden Abschnitt.
Im Südamerika insbesondere der andinen Kulturen, wo vor allem Gold und Türkise beliebt waren, in der Karibik und im Amazonasgebiet findet sich hingegen kaum Jadekunst, und das wenige stammt vermutlich aus Importen aus Mittelamerika, zumal sowohl die Karibik wie das nördliche Südamerika zeitweise im kulturellen Ausstrahlungsbereich des mesoamerikanischen Kulturen lagen und auch bestimmte mythologische Konzepte mit ihnen teilte. Das gilt vor allem für die gelegentliche Verwendung von Jade zu meist rituellen Zwecken in Kolumbien und in Ecuador, etwa in der Taironakultur.
Ähnlich ist die Situation in Nordamerika. Allenfalls in dem nördlich an den mesoamerikanischen Kulturraum angrenzende Gebiet der Pueblo-Indianer finden sich möglicherweise Spuren. Doch auch hier bevorzugte man vor allem Türkis als offenbar gut verfügbaren und wesentlich einfacher zu bearbeitenden Schmuckstein.

### China – die Jadekultur
Am wichtigsten war Jade in der chinesischen Kultur, wo er nicht nur künstlerisch als Werkstoff von Bedeutung war, sondern auch ideell als Symbol in Religion, Philosophie, Literatur und selbst in der Staatskunst. Noch heute glaubt man in China von dem Jade, er habe eine heilende Kraft. Es ist daher falsch und praktisch unmöglich, insbesondere in China aus einer Darstellung der Jadekunst den Aspekt der Philosophie und Religion auszuklammern.
Zu den rein kunsthistorischen Details siehe den Artikel über Chinesische Kunst.

#### Historische Entwicklung

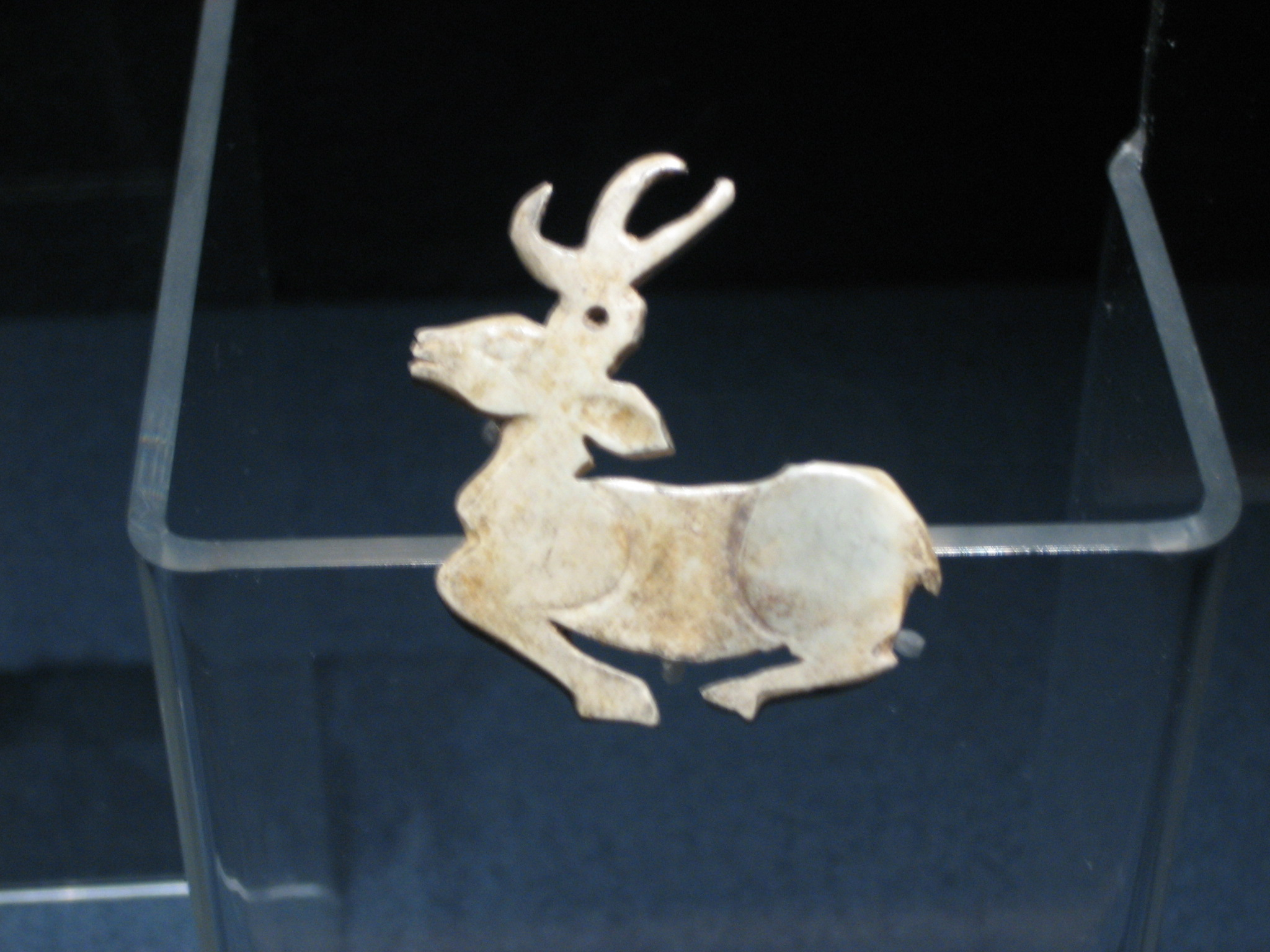
Hirsch aus Jade, Shang-Dynastie, Nordchina, 16.–11. Jh. v. Chr.

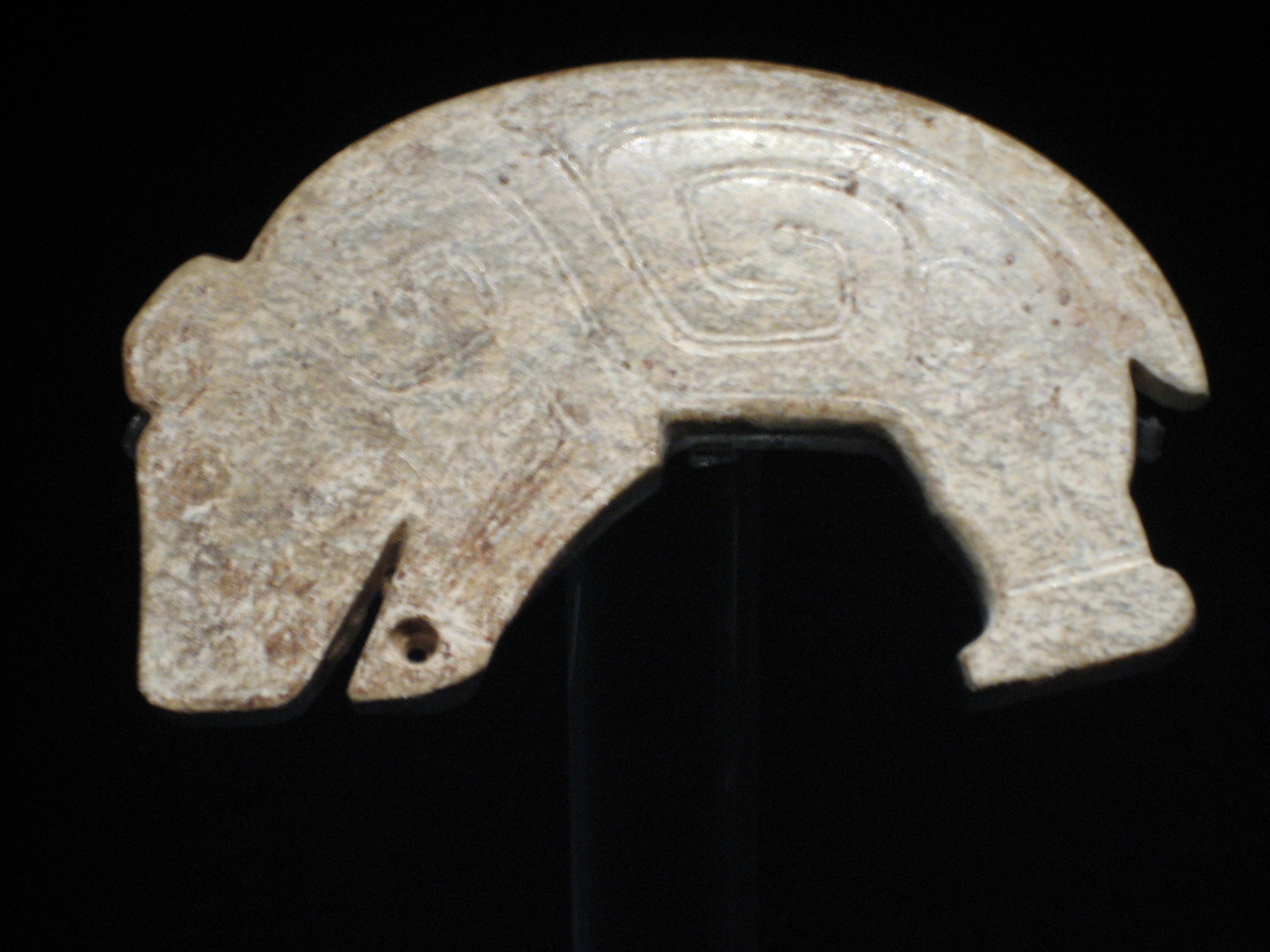
Bär aus Jade. Shang-Dynastie, Nordchina, 16.–11. Jh. v. Chr.

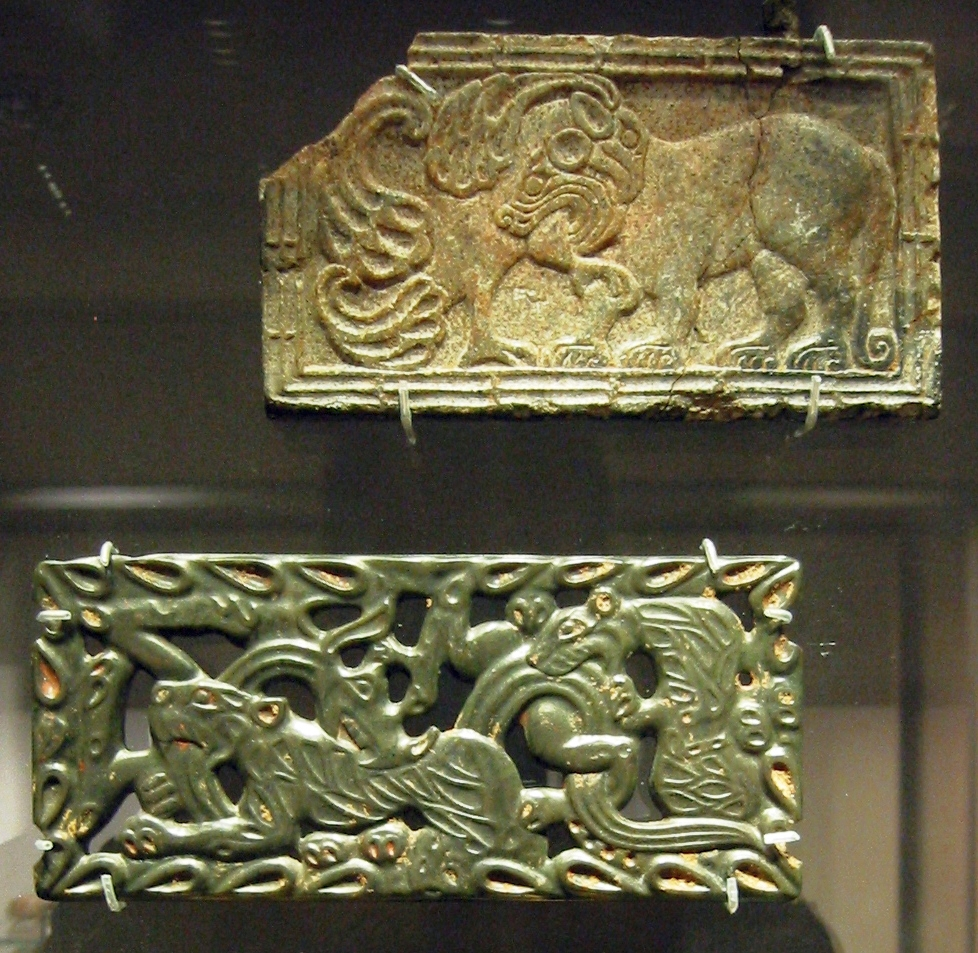
Chinesische Jade- und Steatit-Plaketten. 4.–3. Jh. v. Chr.

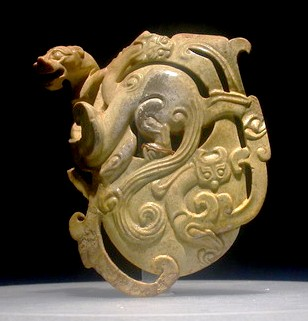
Jadeornament aus der Westlichen Han-Dynastie (202 v. Chr. – 9 n. Chr.)

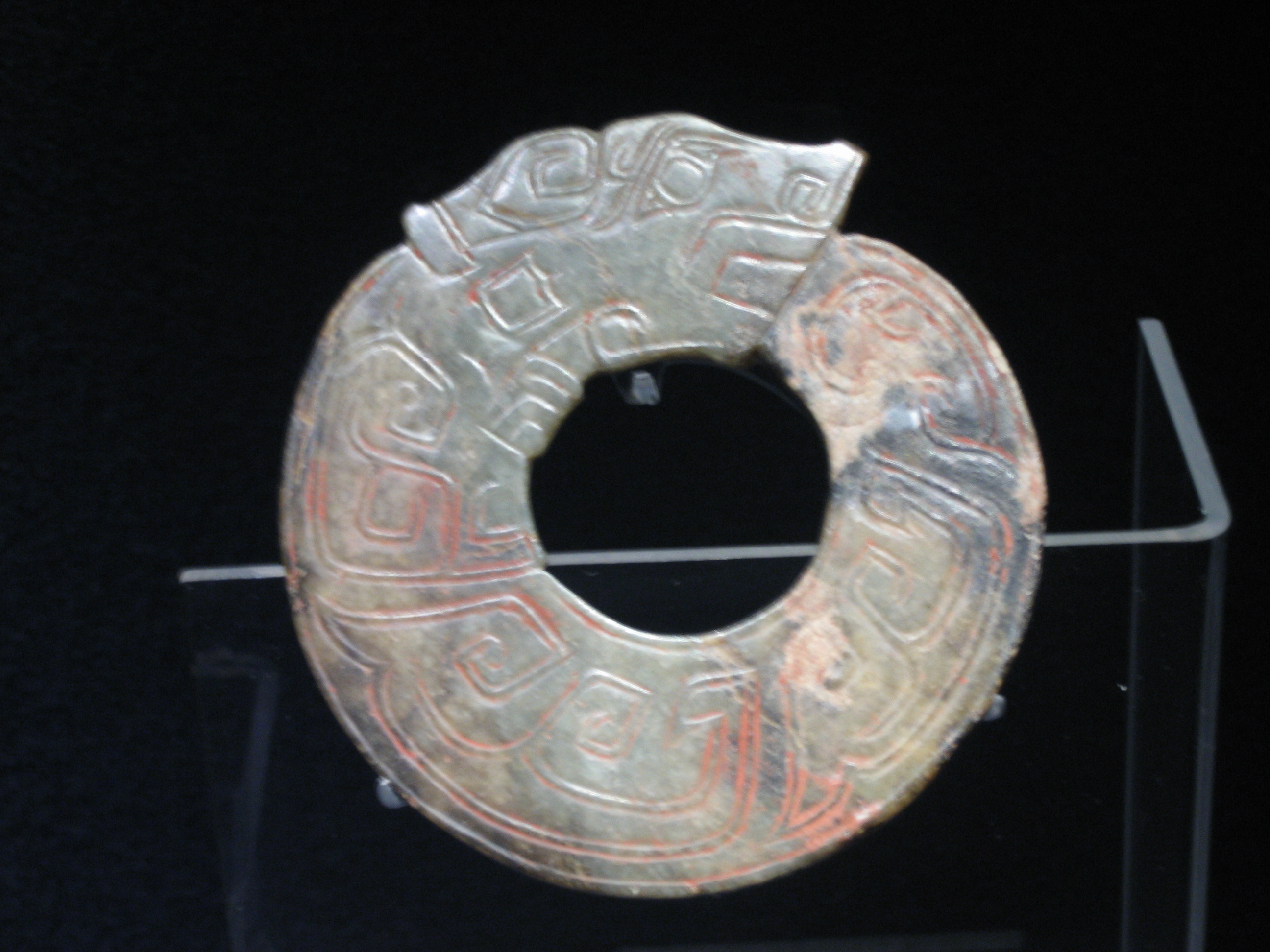
Jade-Ring mit Drachendesign, Shang-Dynastie, 16.–11. Jh. v. Chr. Die Ähnlichkeit mit einer Bi-Scheibe ist noch recht stark. Die Form erinnert auch an den Ouroboros-Drachen

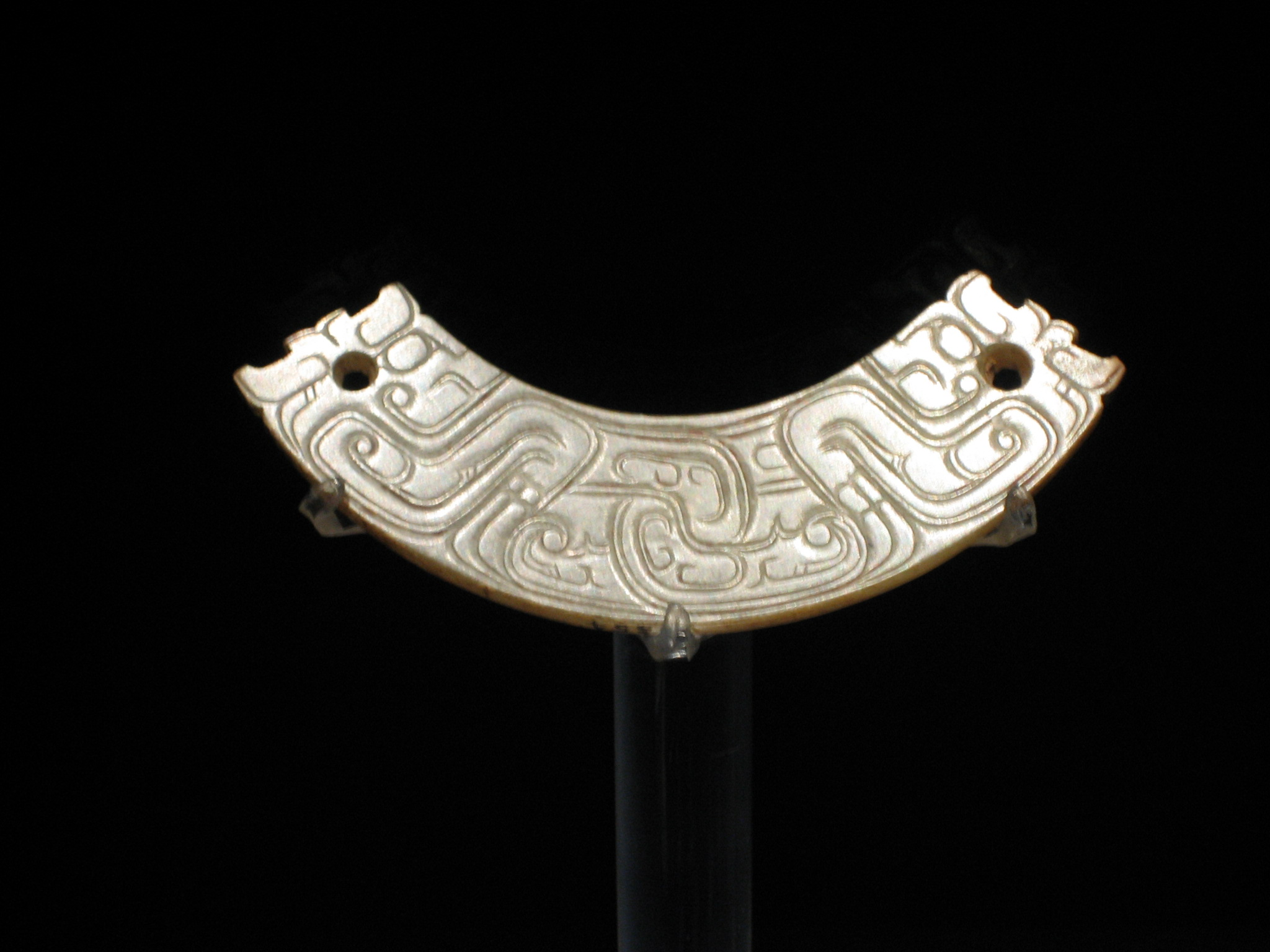
Huang-Ritualjade zur Verehrung des Nordens mit ineinander verschränktem Drachendesign, Mitte Westliche Chou-Dynastie (ca. 1122–771 v. Chr.)

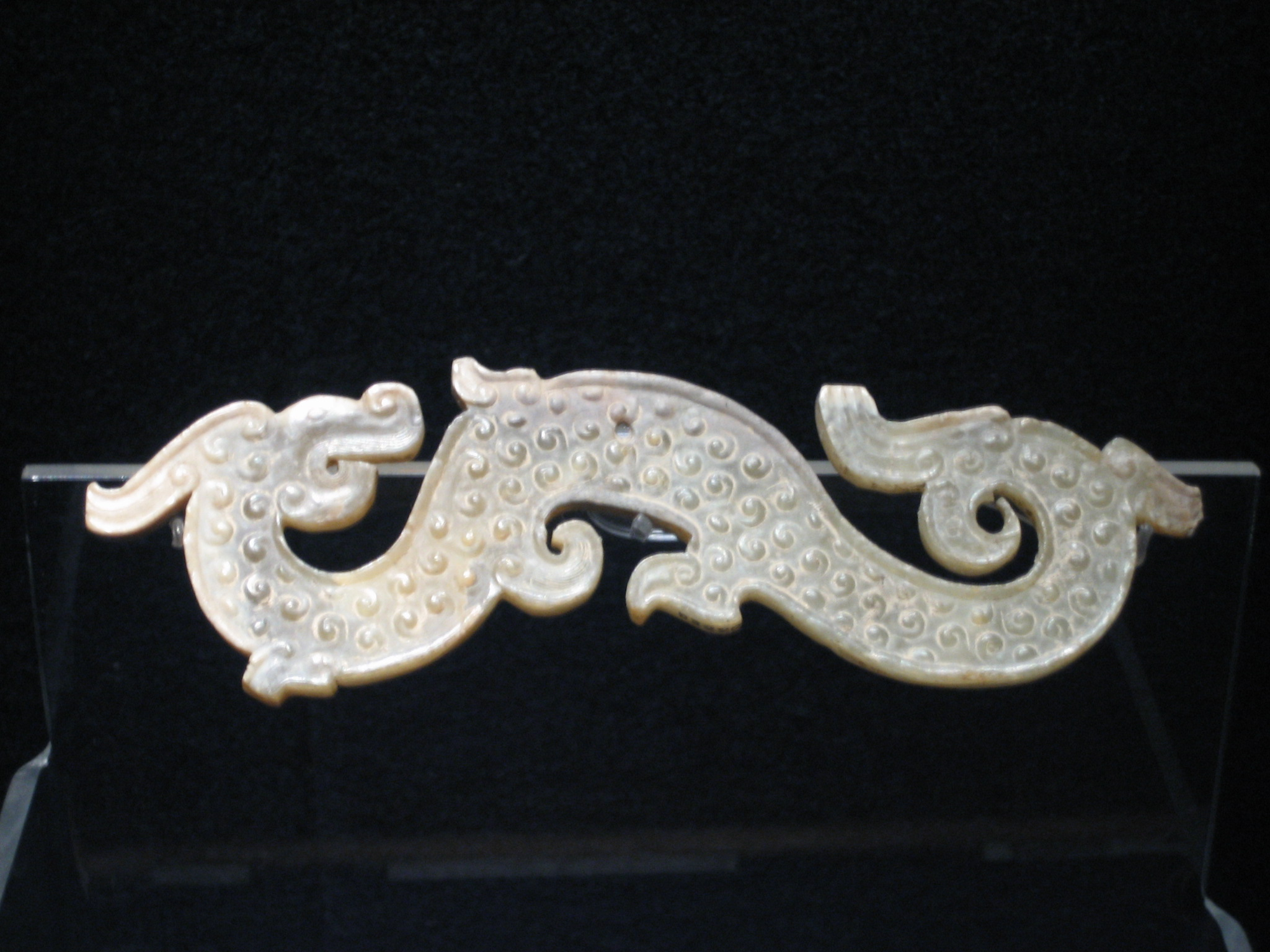
Jadedrachen aus der Periode der Streitenden Reiche, 403–221 v. Chr.

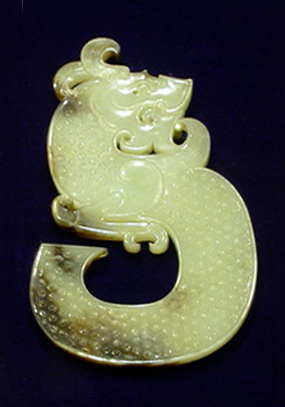
Jadedrachen aus der Westlichen Han-Dynastie (202 v. Chr. – 9 n. Chr.)

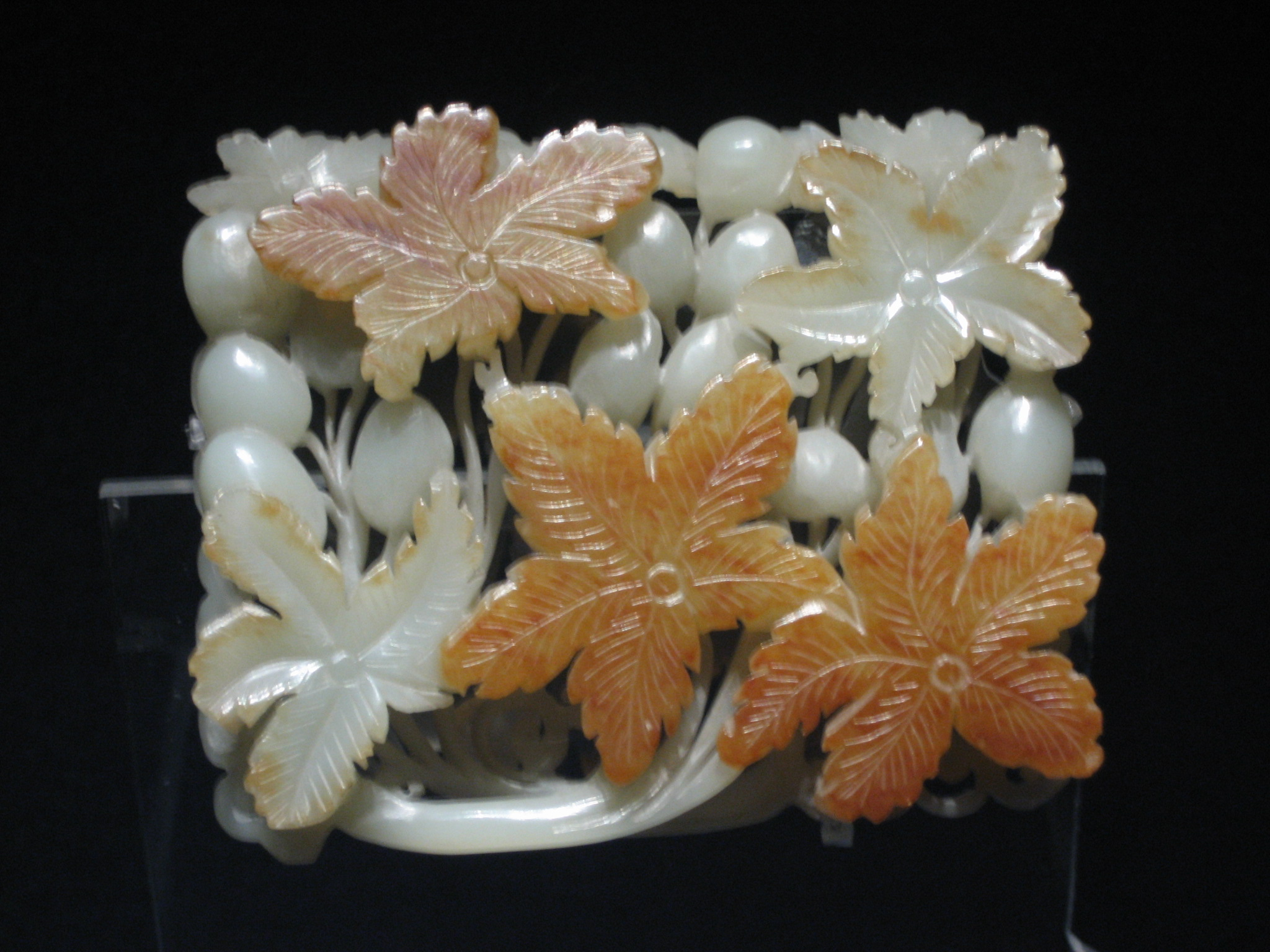
Jade-Blumenornament mit Trauben-Design, Jin-Dynastie (265–420)

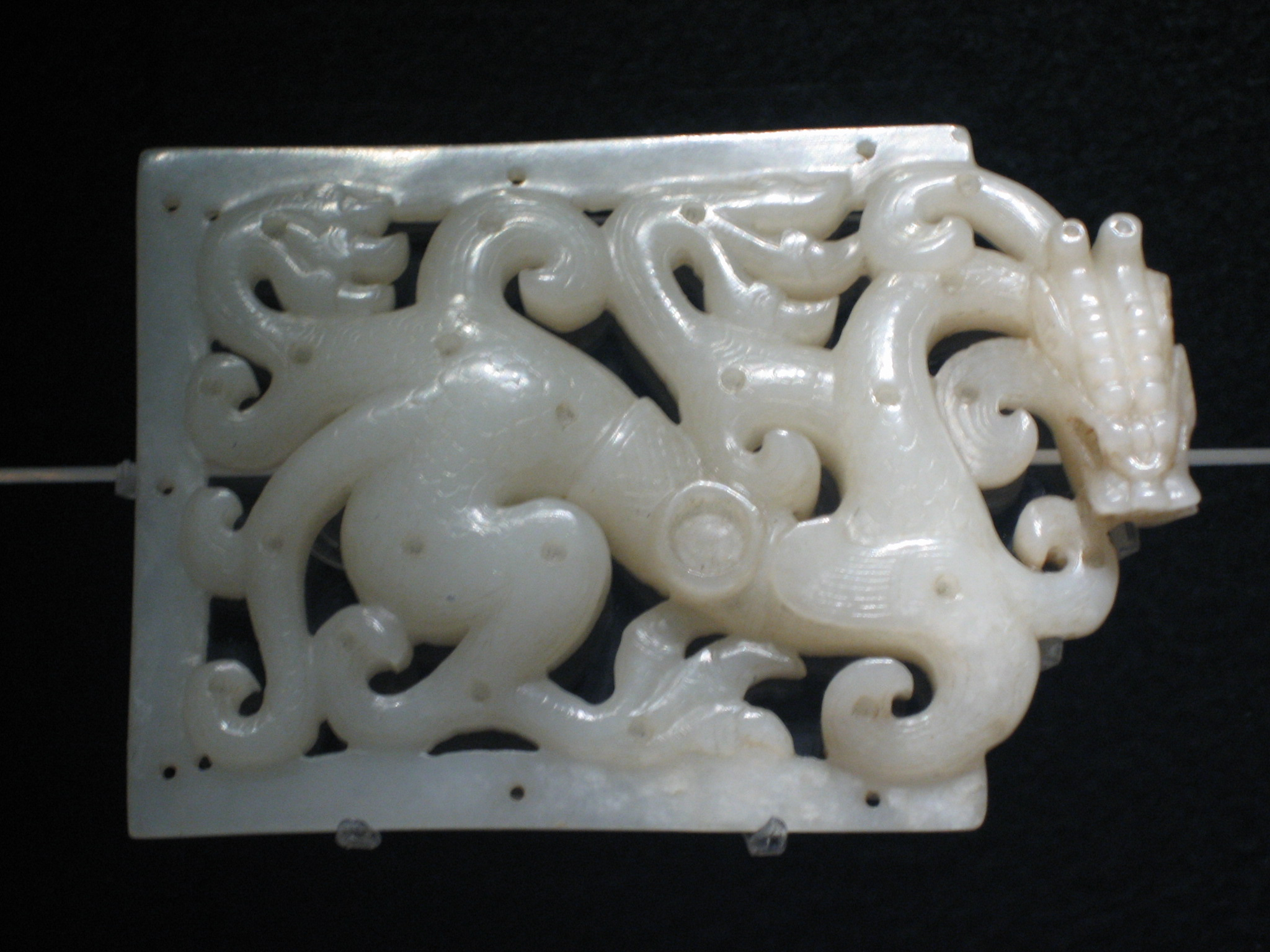
Gürtelschnalle in Drachenform, frühere Song-Dynastie, 420–479 n. Chr.

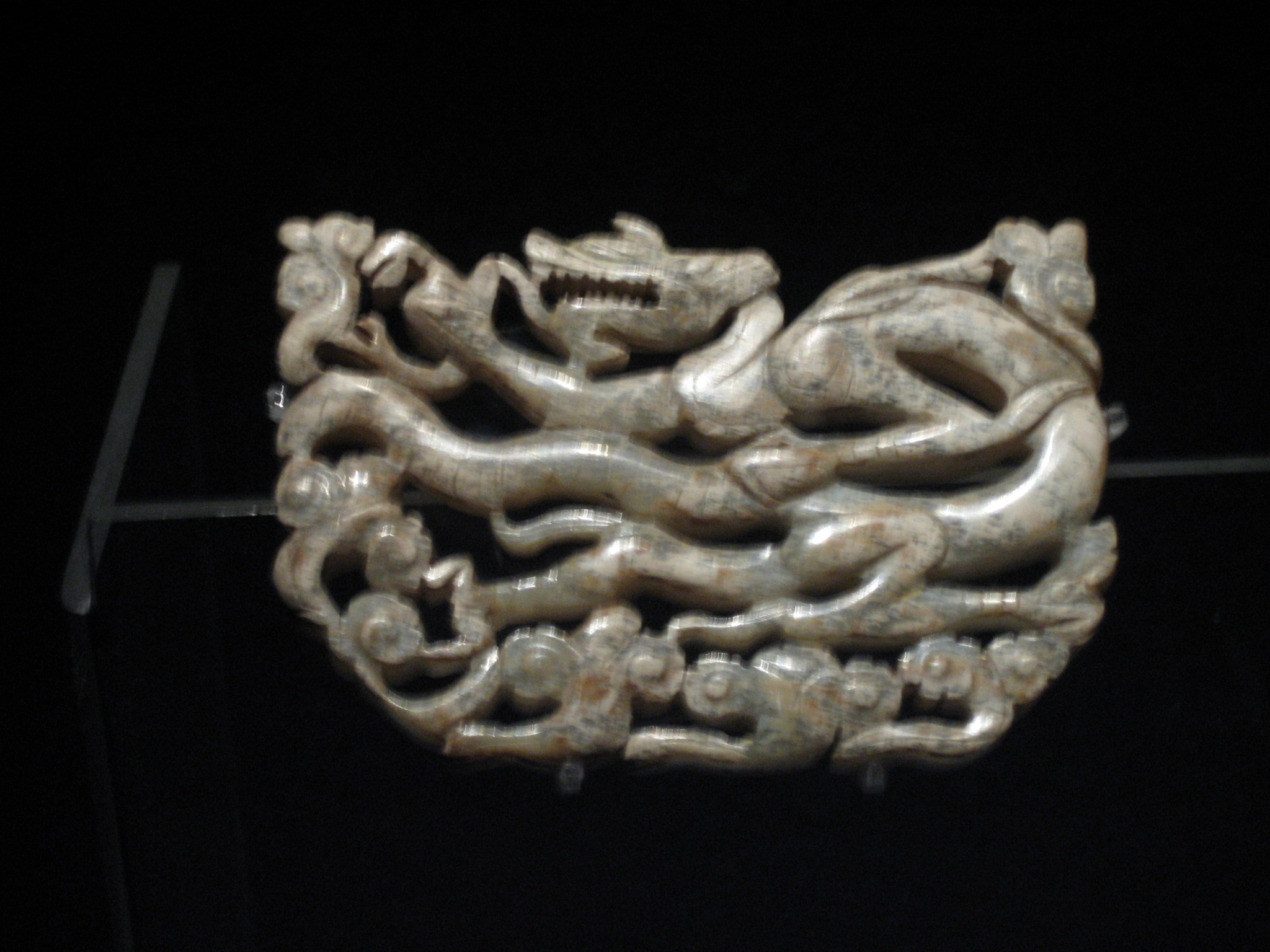
Jadedrachen-Ornament, Tang-Dynastie (618–907)

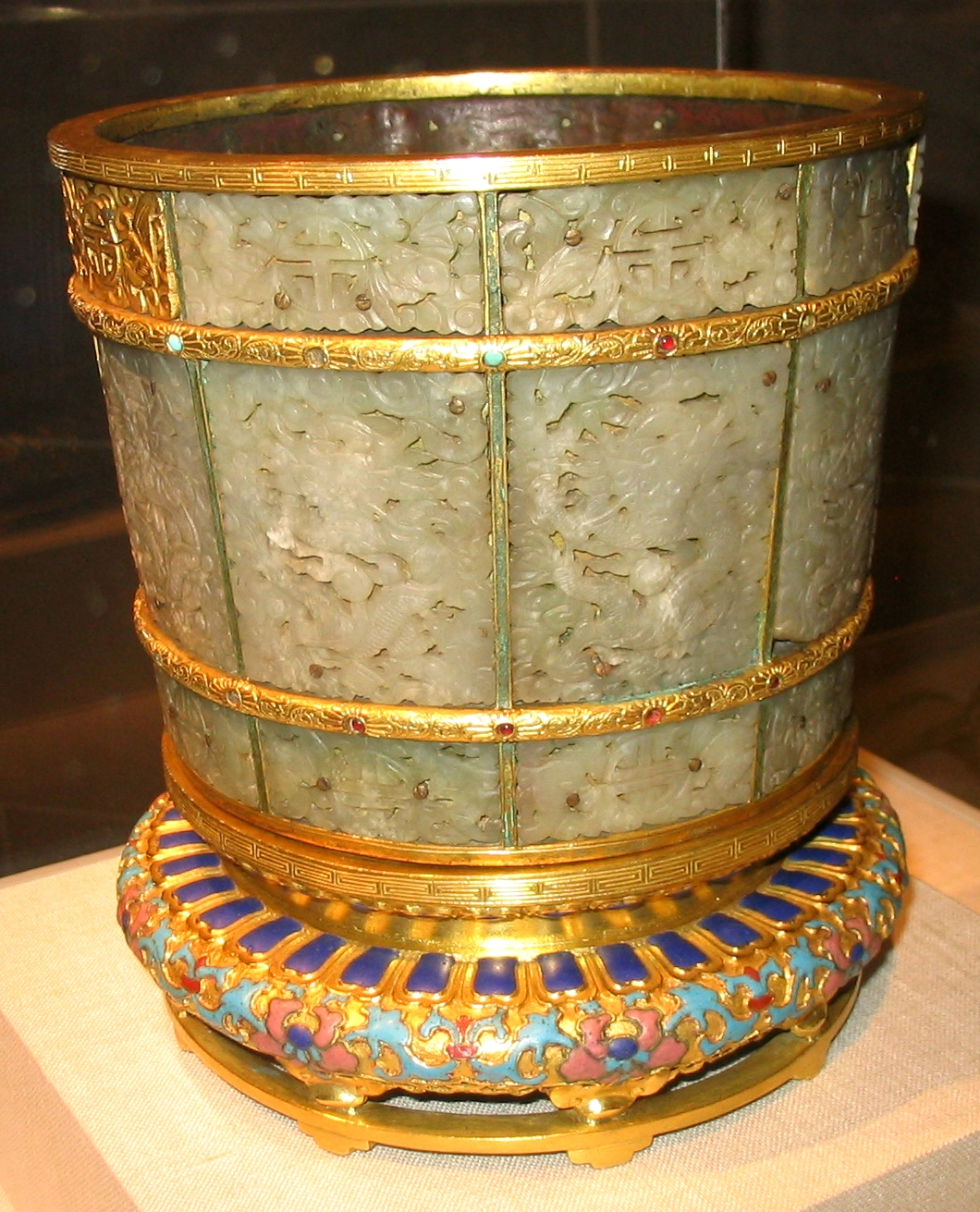
Gefäß aus Jade, Gold und Metall, Qing-Dynastie, 18. Jh.

Zur chronologischen Liste der Dynastien siehe Zeittafel China und ausführlicher Geschichte Chinas.
Mit dem Beginn der durch den legendären Jadekaiser Yu Di begründeten Xia-Dynastie um 2200 v. Chr. erreichte die Herstellung von Jadegeräten durch die Verwendung von Bronzegeräten zu ihrer Bearbeitung ein neues technisches Niveau. In der nachfolgenden Shang-Dynastie ab 1700 v. Chr. begann sich die Ahnenverehrung vor allem bei den führenden Schichten stark auszuweiten, und der Kult des obersten Gottes Huangdi gewann an Bedeutung. Der Gebrauch von Jadegegenständen, vor allem Opferplättchen und Schnitzereien, für die Opferrituale weitete sich nunmehr stark aus, denn Jade galt als unzerstörbar, und man glaubte, er bewahre die Lebenskraft. Das gilt jetzt selbst für die Gräber des einfachen Volkes. Dabei wurden offensichtlich bereits bestimmte Rituale im Zusammenhang mit Jade eingehalten.
In der Shang-Dynastie (16.–11. Jh. v. Chr.) und der Westlichen Zhou-Zeit (11. Jh.- 771 v. Chr.) war dieses Ritualsystem bereits voll ausgebildet. Den größten Anteil aus dieser Zeit machen nun nicht mehr die Schmuckjaden, sondern die Ritualjaden aus. Allerdings gingen diese in der Östlichen Zhou-Dynastie (720–256 v. Chr.) wieder massiv zurück. Doch war die Jadeschnitzerei in der Shang-Zeit im Rahmen der damaligen technischen Möglichkeiten bereits hoch entwickelt. Neben Ritualgeräten wie Himmels- und Erdsymbolen (in der Mitte durchbohrte Jadescheiben: bi) sowie Zepter für die verschiedenen Adelsgrade fand sich auch ornamentale Jade, also figürliche Plastiken (Tiger, Bär, Hase, Hirsch u. a.); sogar Musikinstrumente (Klangsteinspiel). Gebrauchsgegenstände wie Gürtelschließen, Kleiderverzierungen usw. wurden nun ebenfalls aus Jade hergestellt. Insbesondere die Bi-Scheiben schienen auch astronomischen Zwecken, vor allem zur Bestimmung des Nordens gedient zu haben, da die zirkumpolaren Sterne beim Hindurchblicken entlang des Scheibenrandes einen perfekten Kreis bildeten und so den damals in China nicht gut sichtbaren Polarstern zur Richtungsbestimmung ersetzen konnten. Daraus könnte sich durchaus eine immer stärker magisch orientierte geomantische Nutzung solcher Scheiben entwickelt haben, wenn etwa wie in Chinas Feng Shui heute noch üblich, die optimalen Orte für Gebäude, Gräber usw. bestimmt wurden. Der Schritt zur Magie und Heiligkeit von Jade und als Himmelssymbol war dann nicht mehr allzu groß und hat wie in vielen solchen Fällen die säkulare Ursache bald vergessen lassen. Weitere derartige Ritualjadesymbole waren die Scheiben kuei für den Norden, chang für den Süden, der Tiger für den Westen und das huang für den Osten. Bei Bestattungen wurden die neun Körperöffnungen mit Jadeplättchen verschlossen. Es gab Ritualjaden für alle möglichen weiteren Zwecke, die wichtigsten sechs rui-Jaden signalisierten dabei den sozialen Rang der Träger: bi, cong, gui, zhang, huang und hu, zu denen noch weiter sekundäre wie die oben erwähnten yue-Beile traten. Insgesamt fällt durch fast alle Perioden die Häufigkeit der Drachensymbolik bei den Objekten auf (Abbildungen auf der linken Seite).
Die Entstehung der Eisenverarbeitung zur Zeit der Frühlings- und Herbstannalen und der Streitenden Reiche 720 bis 221 v. Chr. reformierte die Herstellung von Jade abermals. Es begann eine neue Ära der Jadeproduktion. Aus dieser Zeit der Goldenen Jade-Periode stammen einige der kostbarsten Funde überhaupt. Jade wurde nun von der Führungsschicht massiv verwendet und am ganzen Körper getragen. Allerdings war auch jetzt die größte bekannte Jadefigur nicht höher als 18 cm.
Bereits im ersten vorchristlichen Jahrtausend trat der Werkstoff Jade allerdings in Konkurrenz zu anderen Materialien und Verarbeitungstechniken. Negativ wirkte sich dabei zudem aus, dass der Jade durch seine ideelle und teils metaphysische Bedeutung für bestimmte rein säkulare Zwecke nicht sonderlich geeignet war und außerdem für größere Kunstgegenstände wie Großplastiken oder in der Architektur wenig brauchbar schien. Bevorzugte, weil flexibler einsetzbare und leichter zu erzeugende bzw. zu bearbeitende Materialien waren jetzt Porzellan und Keramik, Lack, Seide und die allerdings wie Keramik, Seide und Lack ebenfalls schon lange gebräuchlichen Bronze und Edelmetalle sowie das auch schon traditionellen Elfenbein als Abkömmling archaischer Knochenschnitzereien etwa der Orakelknochen, das allerdings erst etwa ab dem 18. Jahrhundert größere Bedeutung erlangte. An Techniken kamen unterdessen auf oder wurden stark verfeinert: der Holzschnitt, die Malerei, Tuschezeichnungen, Kalligraphie und der in China allerdings nie mit beweglichen Lettern gebräuchliche Buchdruck. Nach dem zweiten Höhepunkt der konfuzianischen Jadekunst während der Song-Dynastie (960–1279) spielte Jade während der vor allem durch Lack, Malerei, insbesondere aber Porzellan und Keramik berühmten, allerdings auch restaurativ an der Tang-Dynastie (618–907) orientierten Ming-Dynastie 1368–1644 nur noch eine eher untergeordnete Rolle. Sie fand vor allem als Verzierung an der Kleidung in Gestalt von Perlen, Schnallen, als Drapierungen von kostbaren Seidegewändern sowie für die Herstellung von edlen Schalen Verwendung, wobei vor allem die weiße Jade als kostbarste Variante besonders geschätzt war.
In der darauf folgenden, auch als Mandschu bekannten Qing-Dynastie (1644–1912) kam es dann endgültig zu jener verhängnisvollen geistigen Erstarrung und Abschottung, die künstlerisch in einem immer stärkeren Eklektizismus, Formalismus und überladenen Manierismus mit einem Mangel an Originalität ihren Ausdruck fand, wie das als kulturelles Spätphänomen generell häufig ist. Letztlich führte diese geistige Tendenz dazu, dass China auch wirtschaftlich und politisch im 18. und vor allem im 19. Jahrhundert Opfer der amerikanischen und europäischen, später auch der japanischen Kolonialmächte wurde (Erster Opiumkrieg, Zweiter Opiumkrieg, Boxeraufstand, Hongkong usw.). Jade wurde schließlich vor allem wie Porzellan-, Seide- und Lackarbeiten sowie Malerei als in Europa geschätzte Chinoiserie in oft großen Mengen für den Export produziert (die überwiegende Zahl der heute in Europa und den USA vorhandenen Jadeobjekte stammt aus dem 19. Jahrhundert) und hatte ihren ideellen Charakter so gut wie völlig verloren. Für solche Großserien war der sehr individuell zu bearbeitende Jade zudem völlig ungeeignet, und die Jadegegenstände jener Zeit sind daher eher kunsthandwerklich einfache Billigprodukte bzw. aus Jadeersatz hergestellt, ein Charakteristikum, das sie mit vielen heutzutage für Touristen und Esoteriker hergestellten „Kunstprodukten“ vor allem in Drittweltländern teilen.

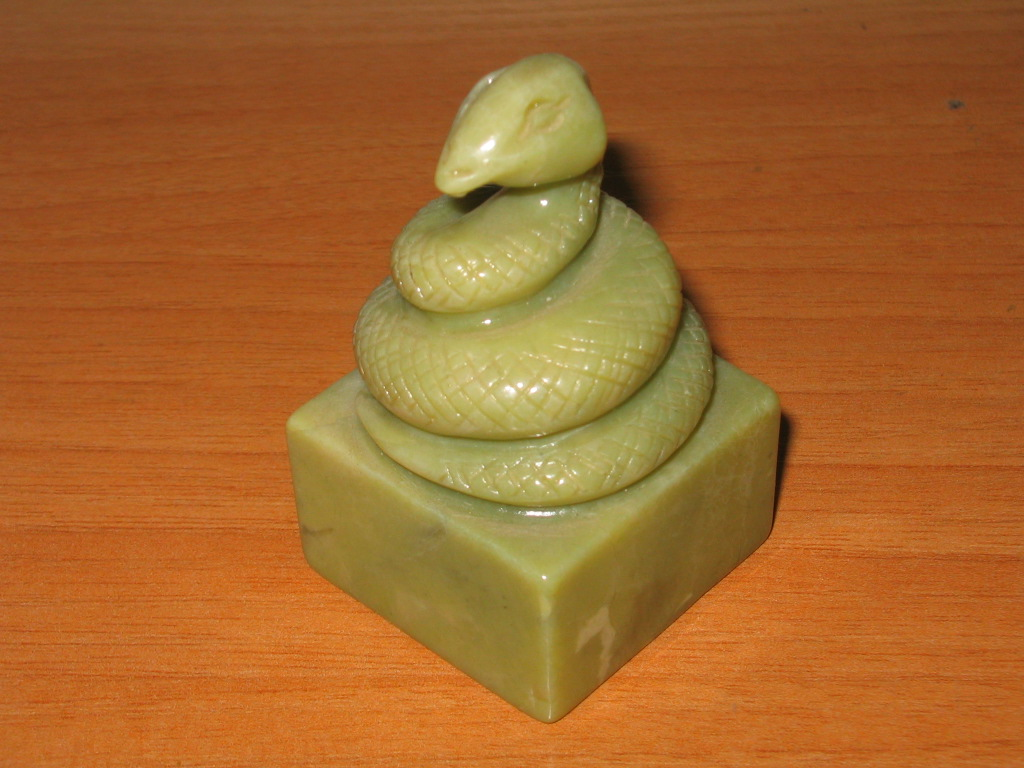
Jadeschlange, modern

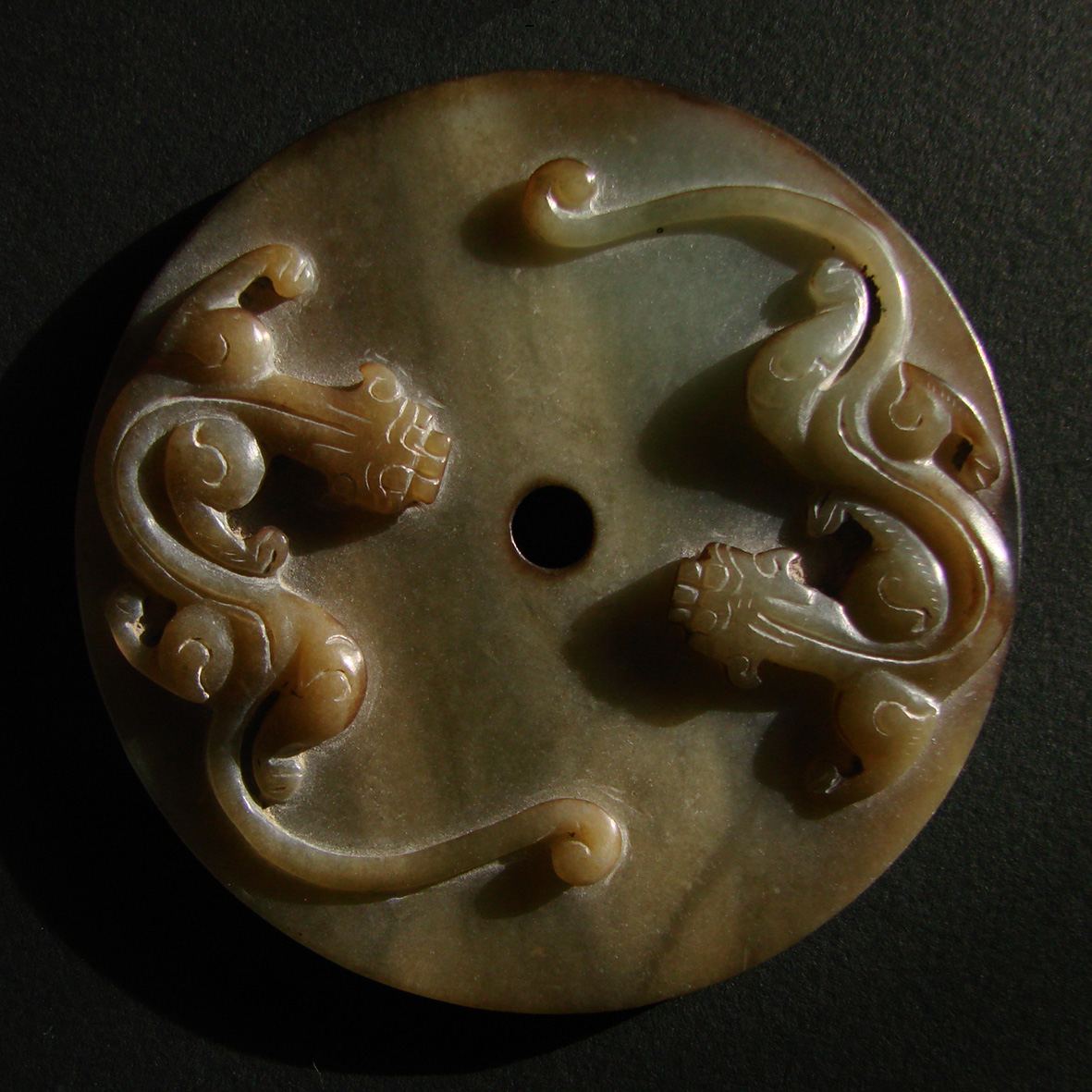
Jadedrachen, modern

In der Moderne spielt Jade offiziell kaum noch eine Rolle in der chinesischen Kunst (außer für den Export und häufig aus Jadeersatz), zumal sie in der Volksrepublik China zumindest bis zu deren wirtschaftlich-kapitalistischer Neuorientierung in den 1980ern und 1990ern als elitäres und damit „bürgerliches“ Material eher gering angesehen war und etwa während der Kulturrevolution 1966 bis 1970 und 1973 bis 1976 als reaktionär galt und wie andere derart etikettierte Kunst häufig von den Roten Garden zerstört wurde. Erst nach deren Ende (Verhaftung der Viererbande) kam es mit dem verstärkten Tourismus und der im Verlauf der kapitalistischen Wirtschaftsreformen Deng Xiaopings sich entwickelnden Privatisierung des Lebens wieder zu einem Aufblühen der Jadeschnitzerei.
Dennoch erfreut sich die Jade im Volk, das trotz Kommunismus stets konfuzianische, buddhistische und taoistische (und regional auch muslimische und lamaistische) Bräuche und Einstellungen beibehalten hatte, nach wie vor großer Wertschätzung, und Chinesen bewerten die Qualität von Jade noch heute nach deren Farbe. Die grüne Farbe einer Jade ist ein Symbol des Glücks. Das (sehr seltene) Verfärben eines Jadeschmucks wird als ein Zeichen des Unglücks angesehen. Auch das (ebenfalls seltene) Zerbrechen eines Jadegegenstandes bringt Unglück. Ein Geschenk aus Jade gilt zudem als Liebesbeweis.

#### Jade in Philosophie, Religion, Sprache und Literatur

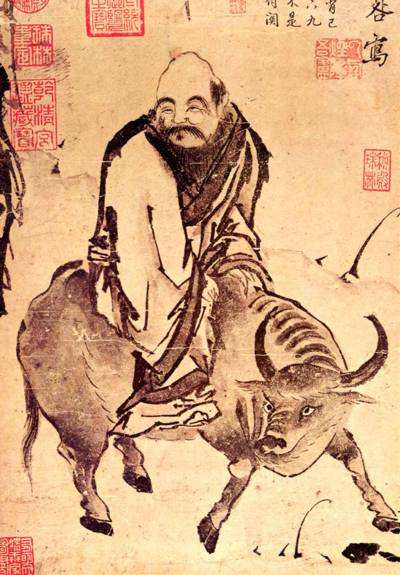
Laotse (ca. 6. Jh. v. Chr.), der Begründer des Daoismus, in dessen Philosophie aus älteren Vorstellungen die – später vom Konfuzianismus zur Jadeethik weiterentwickelte – Idee von den Ritualen als Hilfsmittel zur Erlangung der Erleuchtung integriert wurde

Es war in der Zeit kurz vor und während des aufkommenden Konfuzianismus, dass sich ein umfassendes und hochkomplexes Ritensystem um den Jade herausbildete. Die symbolische Verbindung von Jade mit dem männlichen Prinzip Yang des Yin-Yang-Systems, die dann später für die Verbindung von Herrscher und Jade so bedeutsam wurde (das Siegel des Kaisers war aus Jade, nicht aus Gold), entstand damals vor dem Hintergrund religiöser und philosophischer Debatten. Bereits im zwischen 1050 und 256 v. Chr. entstandenen, taoistische wie konfuzianische Gedanken enthaltenden I Ging heißt es: „Das Diagramm Qian steht für den Himmel, für das Rund, für den Herrscher, für den Vater, für Gold, für Jade …“
Gleichzeitig begannen Philosophen wie Mozi und die Legalisten wie etwa Han Feizi, diese Mode zu verurteilen, während Konfuzius Jade wiederum verteidigte. Das Ritensystem Li, das aus fünf Grundriten (freudige, trauervolle, Empfangs-, militärische und Festtags-Riten) bestehend später zu einem Ritenkodex erstarrte, bildeten von nun an aber einen wesentlichen Bestandteil der Sozialstruktur im alten China. Es wurde in den folgenden Jahrhunderten vor allem vom Konfuzianismus gepflegt, insbesondere als dieser nach der Reichseinigung um 221 v. Chr. durch Qin Shihuangdi, dem ersten historischen Kaiser Chinas (er wurde durch die Entdeckung seiner Terrakotta-Armee weltberühmt) und Begründer der Qin-Dynastie, unter Kaiser Han Wudi (reg. 140–87 v. Chr., Westliche Han-Dynastie) zur Staatsdoktrin aufstieg.
Damit kam der konfuzianischen Jade-Ethik zentrale Bedeutung zu, die nun mit dem Ritualjade-System eine enge Verbindung einging. Jade wurde mit philosophischen und ethisch-moralischen Begriffen belegt, mit der Yin-Yang-Lehre verknüpft sowie mit den nun starren Adelsrängen, für die er bisher eine rein rituelle Bedeutung gehabt hatte, endgültig verbunden und dadurch als Machterhaltungssymbol auch politisiert. Dieses Ritualjadensystem bestimmte etwa, welche Schichten der höheren Gesellschaft welche Zeremonialjaden benutzen und an sich tragen durften und stellte sie so in den Dienst einer mit moralisch-ethischen Normen untermauerten, am patriarchalischen System orientierten und strikt hierarchischen Gesellschaftsstruktur, da dieses Tragen von Ritualjaden nun nicht mehr wie bisher situationsbedingt war, etwa beim Kontakt mit Höher- oder Tiefergestellten bis hin zum Kaiser, sondern zu einem soziale Barrieren signalisierenden Formalismus mit allerdings philosophischem Überbau erstarrte. Das System wurde denn auch nach und nach extrem komplex und wirkte etwa auf die Gestaltung von Schmuckjaden derart zurück, dass ihre Interpretation ohne genaueste Kenntnis des gesellschaftlichen und philosophisch-ethischen Hintergrundes unmöglich ist. Es entstand eine regelrechte Ethik der Schmuckjaden, deren Kernsatz lautete: „Der Edle vergleicht seine Tugend mit Jade.“ Diese Entwicklung hatte bereits früh während der Zhou-Periode begonnen und war in den Zhouli (um 300 v. Chr.) festgelegt worden. Der eigentliche Wert der Jade besteht demnach nach einem anderen konfuzianischen Klassiker, dem Buch der Riten nicht in ihrer äußeren Schönheit, sondern in ihrer Tugend. Es heißt darin:

„Tse-Gung sprach zu Konfuzius: ‚Erlaubt mir zu fragen, warum Jade so sehr geschätzt wird und Alabaster nicht. Liegt es daran, dass Jade so selten ist, während Alabaster häufiger vorkommt?‘ Konfuzius antwortete darauf: ‚Wenn die Weisen in alter Zeit sich wenig aus Alabaster machten, die Jade hingegen hochschätzten, hat dies nichts damit zu tun, dass Alabaster oder Jade häufig oder selten vorkommt, sondern liegt darin begründet, dass die Weisen ihre Tugend mit Jade verglichen: Sie steht für Mitmenschlichkeit, weil sie sich mild und weich anfühlt. Sie steht für Wissen, da ihre Maserung fein, dicht und widerständig ist. Sie steht für Rechtschaffenheit, weil sie zwar am Körper herabhängt, ihn aber nicht verletzt. Sie steht für angemessenes Benehmen, da sie – vom Gürtel herabhängend – sich bis hinunter auf den Boden zu beugen scheint. Sie steht für die Musik, weil sie klare und langanhaltende erhabene Klänge von sich gibt, welche abrupt enden. Sie steht für Loyalität, da ihr Glanz weder Unvollkommenheit verschleiert, noch selbst von Unvollkommenheit verschleiert wird. Sie steht für Vertrauen, weil ihre guten inneren Eigenschaften von außen sichtbar sind. Sie steht für den Himmel, indem sie einem weißen Regenbogen gleicht. Sie steht für die Erde, da sie die in Bergen und Flüssen innewohnenden Kräfte verkörpert. Sie steht für die Tugend, wie auch die bei Audienzen verwendeten Ritualjade-Gegenstände. Sie steht für den Weg der Tugend, weil es auf Erden niemanden gibt, der sie nicht schätzt.‘“

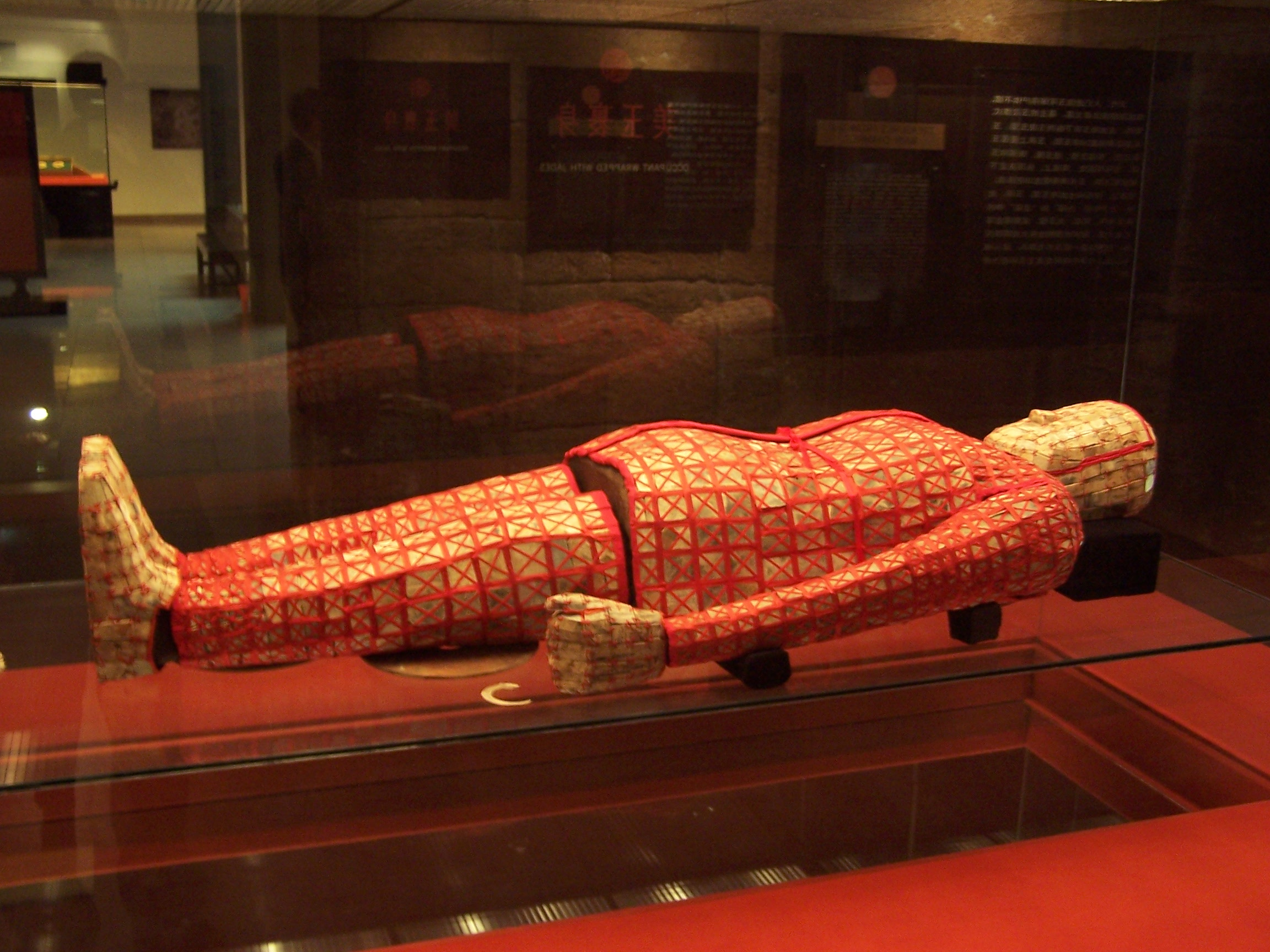
Jadepanzer, Westliche Han-Dynastie,
206 v. Chr. – 8 n. Chr.

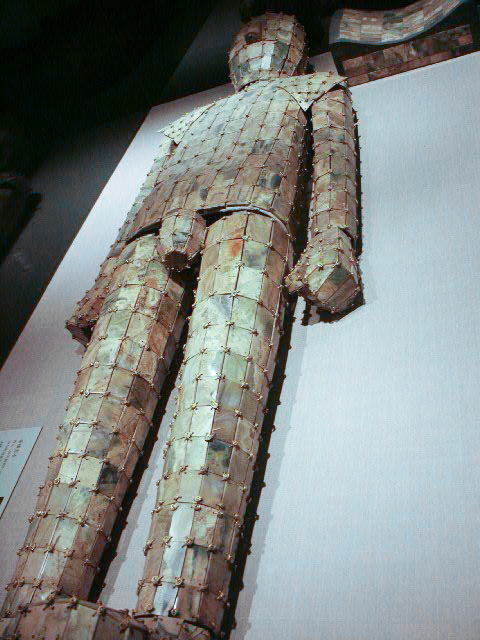
Etwas gröber gearbeiteter Jadepanzer (玉衣 yù yī) aus der Han-Dynastie

Selbst bei reinen Schmuckanhängern trat dieser ursprünglich rein philosophische Gedanke schließlich in den Vordergrund. Dies betraf während der Han-Dynastie sogar die Totengewänder, die sogenannten Jadepanzer (玉甲 yù jiǎ), die außerordentlich kostspielig und nur höchsten Würdenträgern vorbehalten waren. So fand man in einem der Felsengräber von Mancheng zwei Totengewänder aus Jade, die jeweils aus mehr als 2000 mit Golddraht befestigten Jadeplättchen bestanden und den Zweck hatten, den Leichnam derart magisch vor dem Verfall zu bewahren. Ein etwas billigerer Bestattungsbrauch war die Jademumifizierung, die auf die bereits während der Frühlings- und Herbstannalen bezeugte Sitte zurückgeht, Leichentücher mit Jadeplättchen zu benähen und die neun Körperöffnungen mit ihnen zu verschließen. Insgesamt bildet die Westliche Han-Periode der Jadekultur einen Höhepunkt, der zu keiner Zeit der chinesischen Geschichte mehr übertroffen wurde, denn das kunsthandwerkliche Niveau und die Breite der künstlerischen Darstellungsweisen stellte nun alles Bisherige in den Schatten. Doch auch der Zusammenbruch des Han-Reiches und der Niedergang des Konfuzianismus zwischen dem 3. und 6. Jahrhundert bedeutete nicht das Ende der chinesischen Jadekultur, vielmehr wurde sie von einer taoistischen Unterströmung mit ihren Bestattungsjaden und ihren magischen Geräten fortentwickelt. Nach der erneuten Einigung des chinesischen Reiches zwischen 581 und 907 gelangte der Konfuzianismus, der nun auch taoistisches und buddhistisches Gedankengut aufgenommen hatte, zu neuer Macht und erneuerte die chinesische Jadekultur, führte sie sogar zu ihrem letzten Höhepunkt, der bezeichnet ist durch die „Ernennung“ des Kulturheroen Yu Di (玉帝 yù dì) zum legendären Jadekaiser zur Zeit der Song-Dynastie durch den Kaiser Zhenzong 1015.
Die meiste Literatur zu Jade beschäftigt sich wie oben dargestellt mit ihrem philosophischen und religiös-rituellen Charakter. So heißt es etwa bereits in einer Inschrift auf einem Bronzegefäß der Zhou-Zeit:

„Es gibt keinen Ahnengeist, dem wir keine Opfer dargebracht haben,

noch haben wir die Opfertiere widerwillig geschlachtet.

Unsere jadenen Ritualgefäße haben wir alle dargebracht.

Warum werden wir von den Ahnengeistern nicht erhört?“

Schon früh und bereits im Neolithikum glaubte man, dass Jade es dem Menschen möglich mache, mit den Göttern in Kontakt zu treten und verwendete sie im noch schamanisch geprägten geistig-religiösen Kontext als Medium zwischen der irdischen und der überirdischen Sphäre, denn sie galt als „Essenz der Kraft der Berge“, aus denen sie durch die Flüsse herangetragen wurde. Über diesen magischen Aspekt hinaus verband man damit die Vorstellung von Reinheit, Schönheit und Erhabenheit, und aus den Beobachtungen am natürlichen Stein schloss man auf zwei Hauptmerkmale von Jade: Schönheit und Tugend, die den äußeren Aspekt der unaufdringlichen Harmonie, dem wichtigsten Grundsatz ostasiatischen Denkens bis heute, mit dem inneren, der Zähigkeit und Resistenz gegenüber Zwängen und Gewalt kombinieren. Jade galt später außerdem wie erwähnt als Verkörperung des lichten, männlichen Yang-Prinzips innerhalb der Yin-Yang-Dualität, und sie war das Symbol für Lebenskraft. Damit spielte Jade aufgrund solcher Symbolik auch in der Dichtung, insbesondere naturgemäß in der Lyrik eine wichtige Rolle, und Jade bedeutete in der Literatur nicht nur das edle Material, den Schmuckstein selbst mit seiner Kühle, Härte, Glätte, sondern zugleich Vornehmheit und Schönheit, insbesondere bei Frauen. Dieses hochmetaphorische Prinzip ist schon im ältesten umfassenden Wörterbuch der chinesischen Sprache Shuowen jiezi des Autors Xu Shen aus dem 2. Jahrhundert n. Chr. enthalten, wo das Schriftzeichen für Jade wie folgt umschrieben wird:

„Jade ist Schönheit im Stein [shi zi mei] mit fünf Tugenden: Ihr warmer Glanz steht für Menschlichkeit, ihre makellose Reinheit für sittliche Lauterkeit, ihr angenehmer Klang für Weisheit, ihre Härte für Gerechtigkeit und ihre Beständigkeit für Ausdauer und Tapferkeit.“

Die chinesische Schriftsprache hat entsprechend unter dem Sinnbegriff Jade über fünfhundert Zeichen entwickelt, und es gibt unzählige Kombinationen mit dem Zeichen für Jade (yu). Die Jade-Metaphorik ist dabei außerordentlich vielfältig. Man spricht etwa von „Jade-Herz“ in der Bedeutung von „reines Herz“, von „Jade-Gesicht“ und „Jade-Antlitz“ für eine schöne Frau. Auch in Sprichwörtern kommt Jade häufig vor. „Mit den Steinen eines anderen Berges Jadegerät herstellen“ bedeutet, dass man mit fremden Kräften an der eigenen Vervollkommnung arbeitet. Die edle Gesinnung eines Menschen wird als „mit kostbarem Jade am Herzen und in der Hand“ umschrieben. „Jade und Stein zu Asche verbrennen“ meint sinnlose Zerstörung. „Lieber eine zerbrochen Jade als ein unversehrter Ziegel“ entspricht dem deutschen „Lieber ehrlich gestorben als schändlich verdorben“. Bezeichnend dabei ist zudem, dass die Dichtung der konfuzianischen Zeit vor allem von den Staatsbeamten getragen und von ihrem Sprachgebrauch massiv beeinflusst wurde. Zeitweise war „dichten“ sogar Teil der Aufnahmeprüfung in den Staatsdienst.

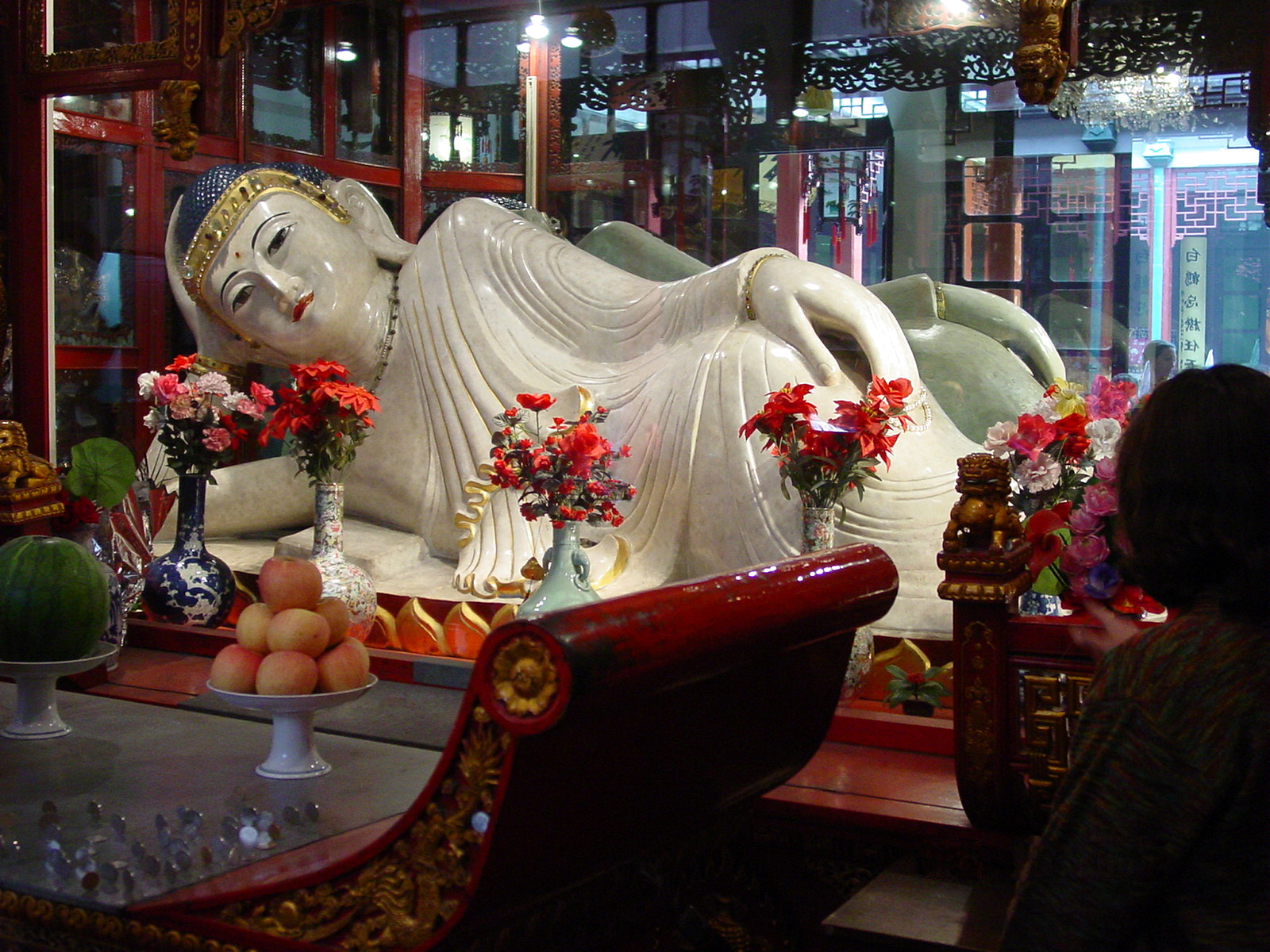
Liegender Jadebuddha, Jadebuddha-Tempel, Shanghai

Als Epitheton veredelt Jade im Chinesischen Begriffe. So ist die Jade-Pagode westlich von Peking – sie steht auf dem Hügel der Jadequelle – natürlich nicht aus Jade, aber ehrwürdig wie Jade, ähnliches gilt für den 1882 gegründeten Jade-Buddha-Tempel in Shanghai, der allerdings zwei Jadebuddhas aus Burma enthält: einen sitzenden (1,95 m hoch, 3 t) und einen kleineren liegenden, der Buddhas Tod darstellt. Auch in Ho-Chi-Minh-Stadt (ehem. Saigon) gibt es eine Jade-Pagode (sie stammt aus dem Beginn des 20. Jahrhunderts und ist kantonesisch). Sind die Klangsteine des uralten Klangsteinspiels aus Jade, nimmt die damit erzeugte Musik den hehren Charakter der Jade an, wie Konfuzius bezeugte. Die Idee des Kostbaren findet sich sogar in einem Buchtitel des chinesischen Mathematikers Zhu Shijie, dem Siyuan yujian, d. h. dem „Jadespiegel der vier Unbekannten“, und einer der höchsten Orden der Volksrepublik China ist der Jade-Orden. Die Beispiele ließen sich beliebig vermehren, etwa um den Jadedrachen-Schneeberg bei Lijiang; und auch heute noch ist das Epitheton sprachlich hochwirksam, wenn sich etwa chinesische Jugendgruppen die „Jadedrachen“ nennen, wie vielfache Beispiel im Internet ausweisen. Überhaupt wird offenbar die Verbindung von „Jade“ mit „Drachen“, der in der chinesischen Mythologie als glückbringendes, dazu männliches Symbol gilt, das häufig in Kunst, Philosophie und Dichtung Gegenstand von Darstellung und Betrachtung war und ist, als besonders edel empfunden.

### Mesoamerika

#### Zeitrahmen
Zur geographischen Lokalisation der einzelnen mesoamerikanischen Kulturregionen siehe Commons. Siehe dazu auch die ausführliche Tabelle in Chronologie des präkolumbischen Mesoamerika.
Man unterscheidet in Mittelamerika grob fünf Kulturräume:
- Das zentrale Hochland mit dem Tal von Mexiko
- Die Golfküste mit der Region Veracruz als olmekisches Herzland
- Das Tal von Oaxaca und das Tal von Tetihuacán
- Nord- und Westmexiko mit Pazifikküste
- Campeche/Yucatan.

Zu beachten ist hier die relativ komplexe Abfolge der Einzelkulturen, die häufig nur als Stadtkulturen für einen kleineren Bereich Mexikos und Guatemalas bestimmend waren und teilweise parallel zueinander existierten, sich gelegentlich bekriegten:
- Ca. um 2000 bis 1650 v. Chr. finden sich an der Golfküste die frühesten Vorläufer der Olmeken in San Lorenzo Tenochtitlan, die dortige Kultur endete um 1150 v. Chr.
- Ca. um 1600 und 1500 v. Chr. findet man an der Pazifikküste die Barra-Kultur und die Ocós-Kultur als weitere Vorläufer der Olmeken.
- Die eigentliche olmekische Kultur dauerte etwa von 1200 bis 200 v. Chr. mit dem Höhepunkt der La-Venta-Kultur um 400 v. Chr. Die Olmeken erfanden und entwickelte wahrscheinlich Schrift und Kalender.
- Sie wurden um etwa 200 v. Chr. abgelöst von der Izapa-Kultur, die in die Maya-Kultur überging, welche um 800 n. Chr. zusammenbrach. Wichtige Zentren der Mayas waren die Städte Tikal, Palenque, Chichen Itza und Copán.
- Kleinere epi-olmekische Kulturgruppen wie die Veracruz-Kultur mit Tres Zapotes und Cerro de las Mesas als Zentren und die noch kaum untersuchte Remojadas-Kultur bildeten sich in den folgenden Jahrhunderten bis hinunter nach Guatemala.
- Parallel dazu gab es die Kultur von Teotihuacán ab der Zeitenwende bis etwa Mitte des 7. nachchristlichen Jahrhunderts
- und die Kultur der Zapoteken von Monte Alban zwischen 400 und 800 n. Chr.
- sowie die Kultur der Huaxteken (Tajin I) und Totonaken (Tajin II und III) von El Tajín zwischen 500 und 900 n. Chr. Daneben gab es noch die Chichimeken und Tarasken zwischen 700 und 1200, die weniger kulturelle als sprachlich-ethnische Gruppen waren und sind.
- Die Kultur der Tolteken dauerte von 900 bis 1200 n. Chr.
- Die Kultur von Oaxaca blühte im 13. Jahrhundert,
- die der Mixteken im 14. bis Mitte des 15. Jahrhunderts.
- Sie überschneidet sich wiederum mit der Kultur der Azteken, die Mitte des 14. bis in die ersten Jahre des 16. Jahrhunderts währte und durch ihre exzessiven Opferrituale mit massenhaften Menschenopfern berühmt wurde, die es in den anderen mesoamerikanischen Kulturen aber auch gab.

#### Verwendung

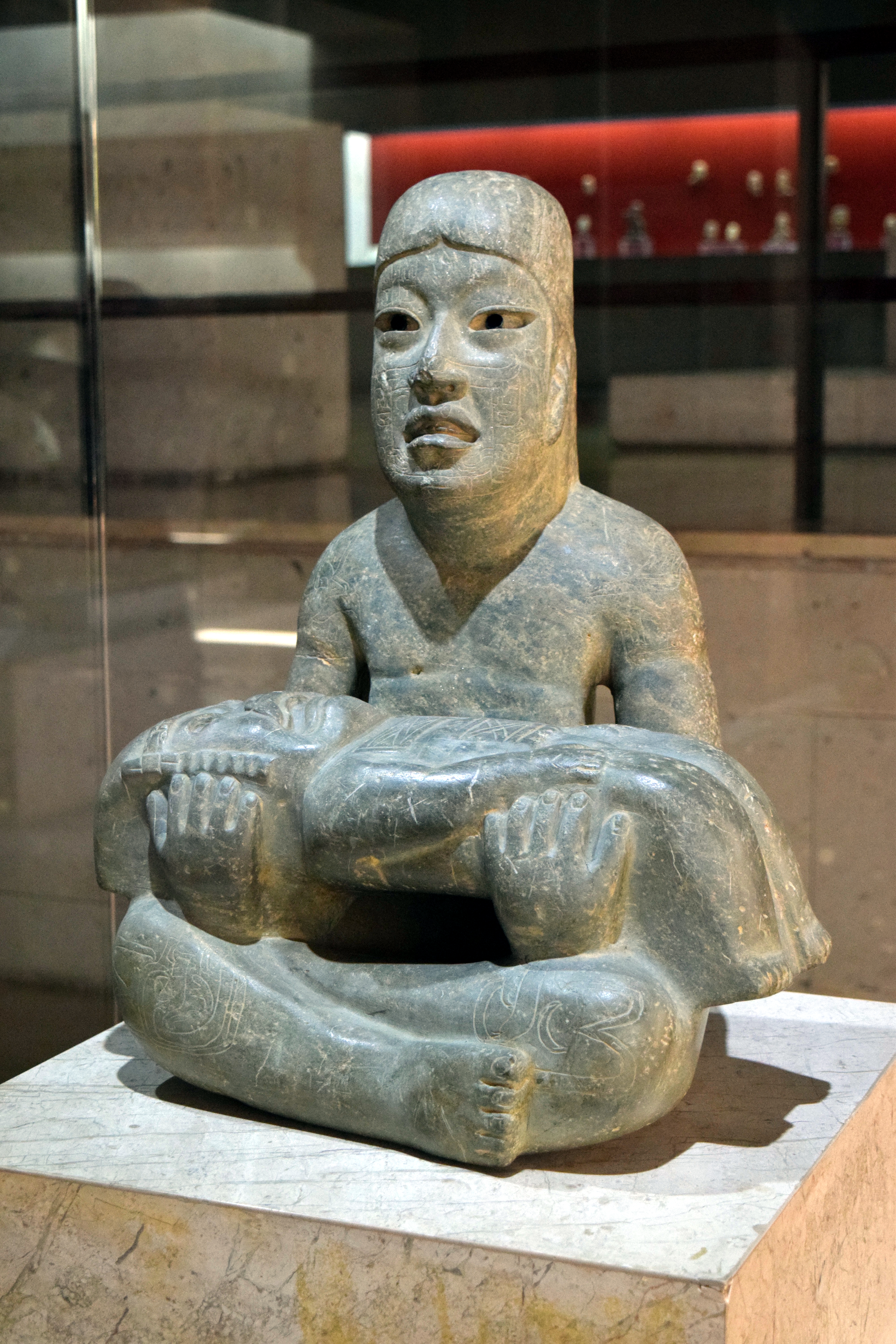
Die berühmte olmekische Nephritplastik aus Veracruz, einem alten Kultzentrum dieses Volkes

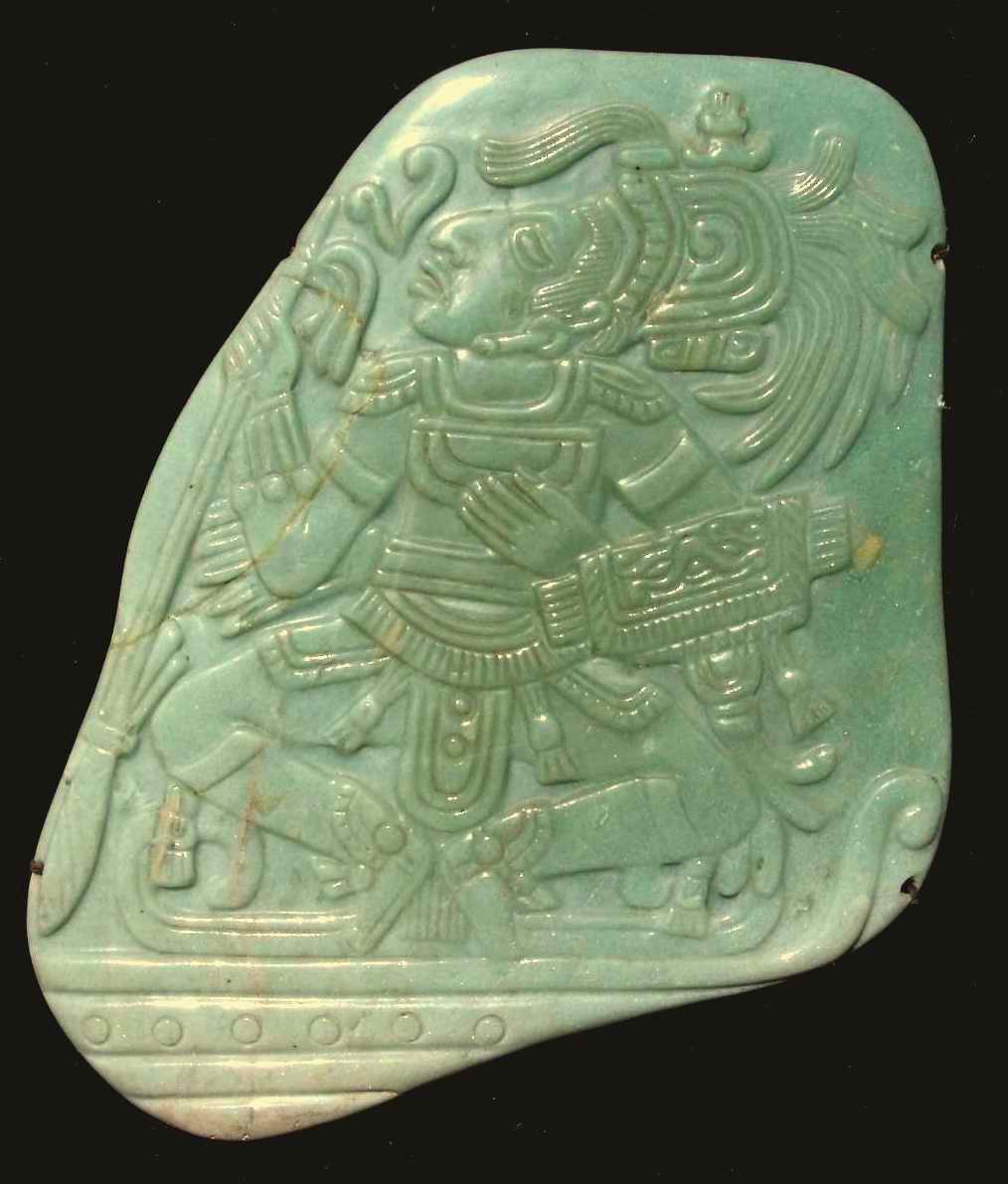
Jadeit-Brustschild aus der klassischen Maya-Periode (Höhe 195 mm)

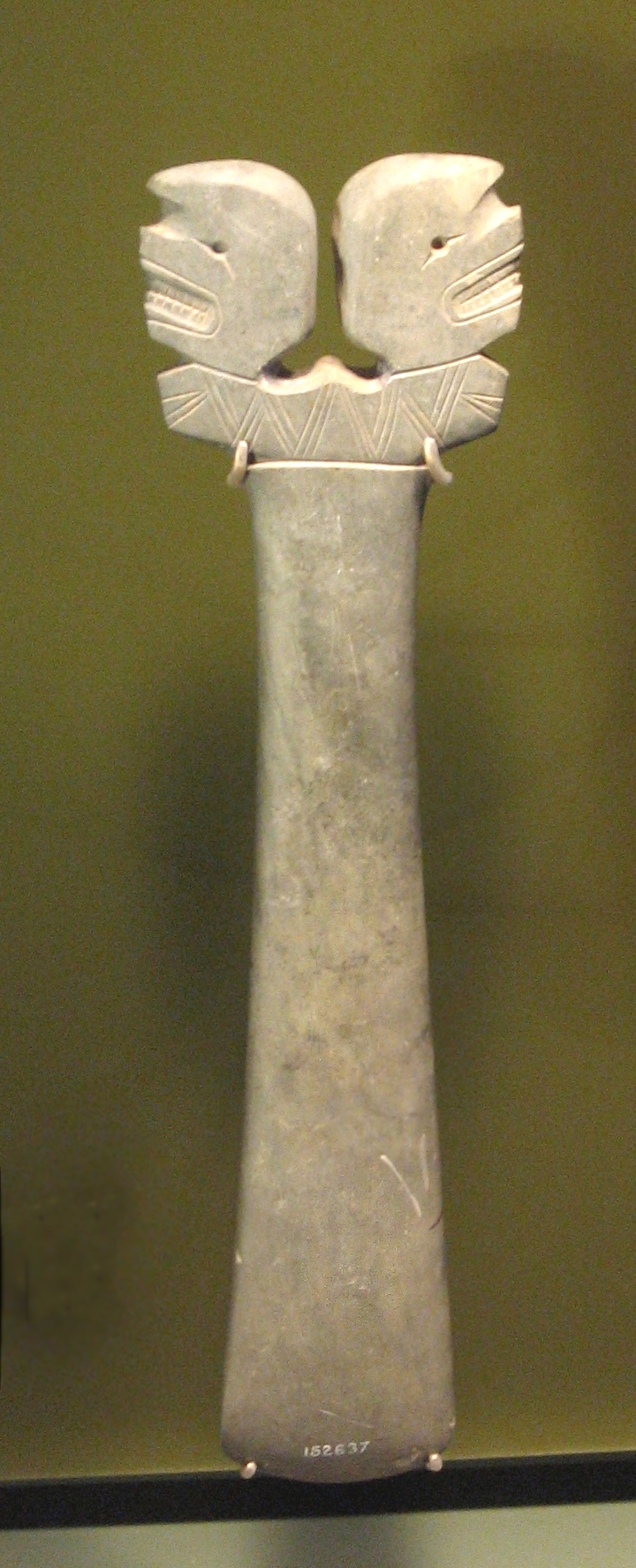
Nephritstab der kolumbianischen Taironakultur, 1550–1600 n. Chr., Magdalena, Kolumbien. Der dargestellte Gegenstand ist ein zeremonieller Gabelstab, eine Art Zepter.

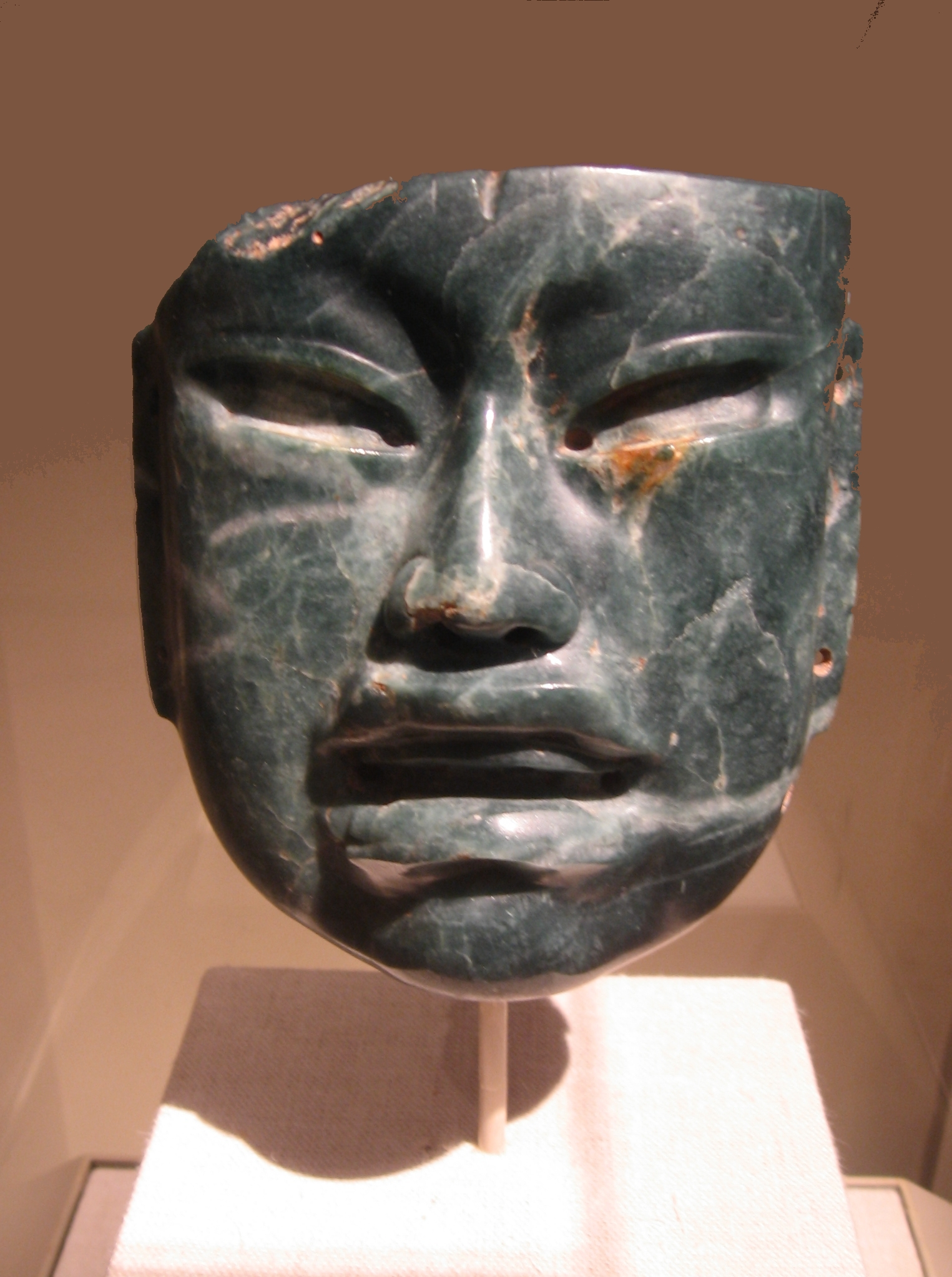
Olmekische Jademaske, Höhe 17 cm, 10. – 6. Jh. v. Chr.

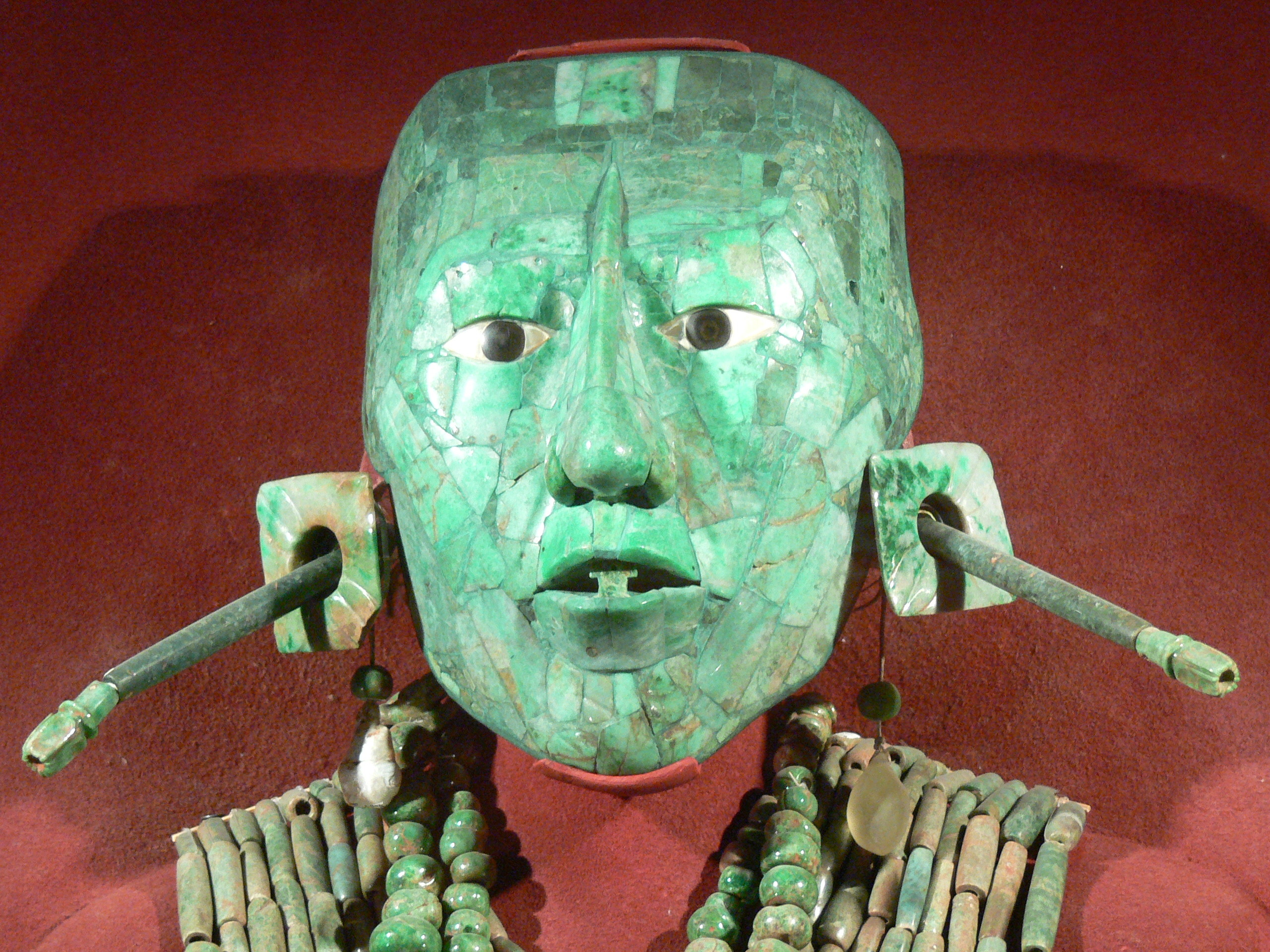
Maya-Totenmaske für König K'inich Janaab' Pakal I. aus Jade, Obsidian und Muscheln

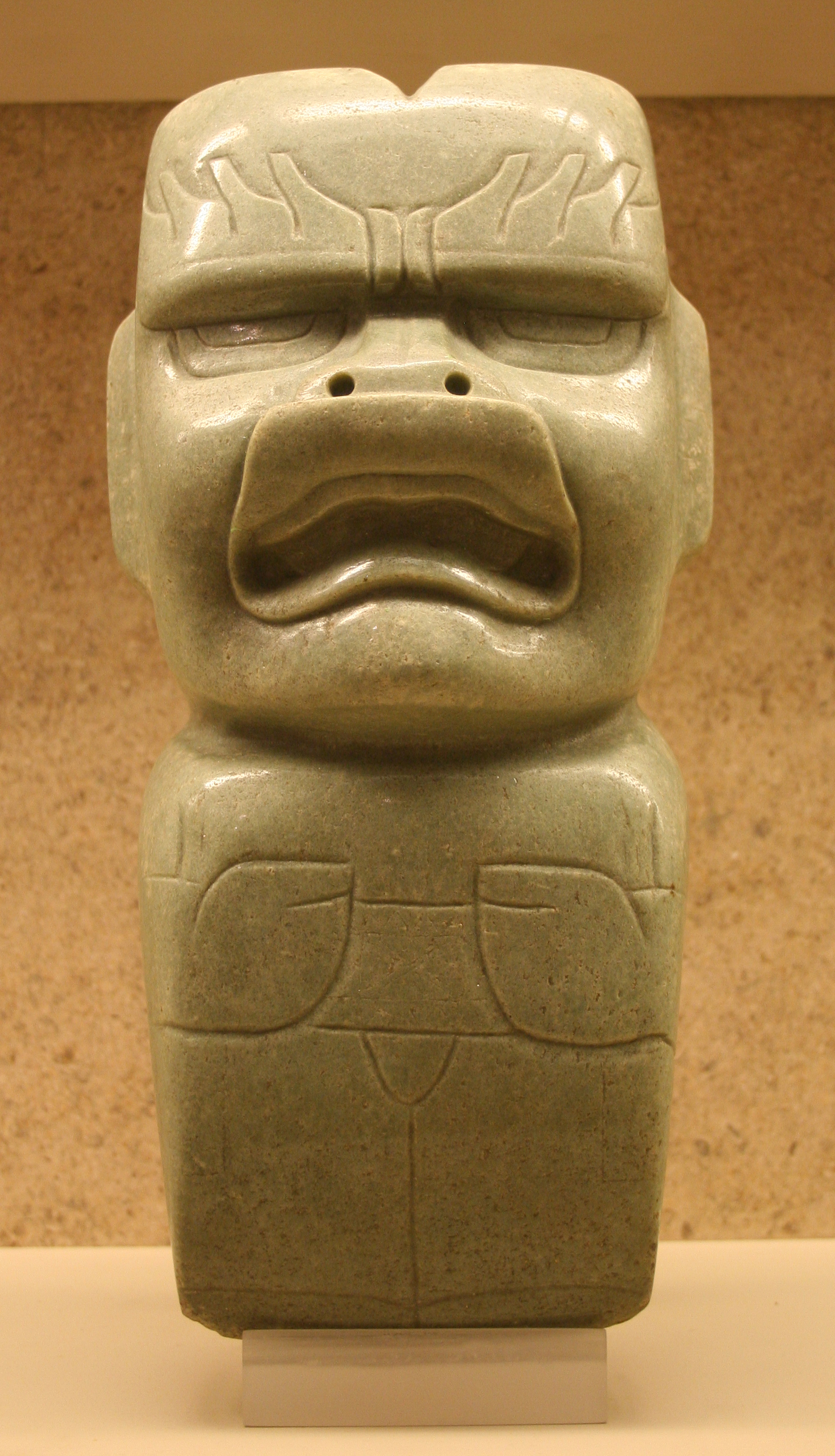
Menschengesicht mit Katzengesicht verschmolzen: Anthropomorphe Jade-Votivaxt, Höhe ca. 8–9 cm, olmekisch, 1200–400 v. Chr. Britisches Museum. Die Darstellungsweise ist typisch für die olmekische Kunst.

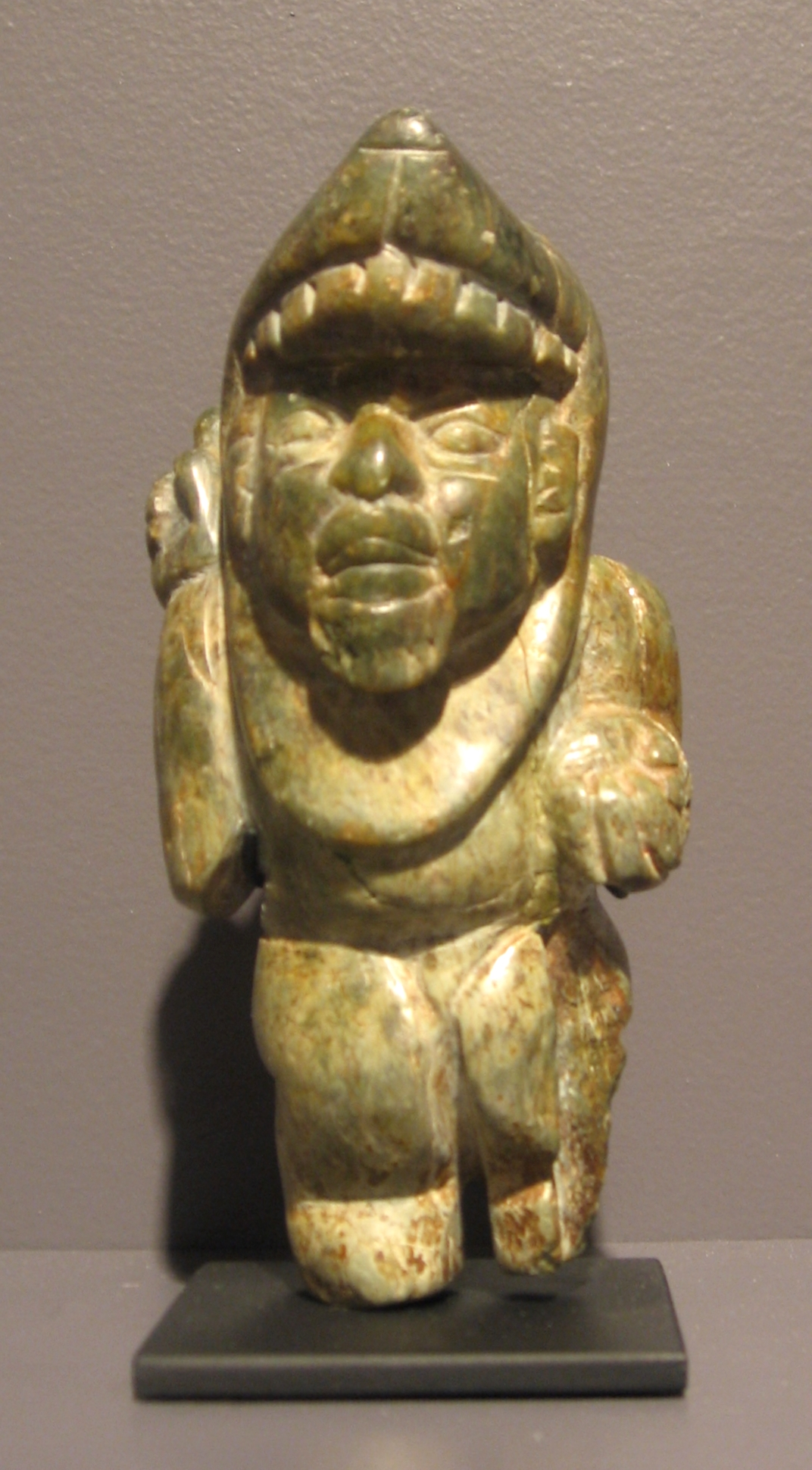
Kleine Nephrit-Figur aus Izapa, der Vorläuferkultur der Mayas, 300 v. Chr. – 250 n. Chr.

##### Olmeken
In den präkolumbianischen Hochkulturen Mittelamerikas waren es vor allem die Olmeken und Mayas, die Jade verwendeten. In Uaxactún etwa wurde eine 25 cm hohe und 5 kg schwere Jadestatuette mit typisch olmekischen Gesichtszügen gefunden. Ein großer Depotfund mit 780 Jadefigürchen stammt aus Cerro de las Mesas. Im bereits zwischen 400 und 300 v. Chr. zerstörten olmekische La Venta, in dessen Nähe mehrere große Jadevorkommen entdeckt worden waren – sie bildeten auch noch nach der Conquista die Hauptquelle des dortigen Reichtumes –, wurde Serpentin offenbar auch zu architektonischen Zwecken eingesetzt. Es fanden sich dort nämlich innerhalb eines riesigen Ritualbereiches mit Gräber, Tempeln und einer Pyramide auch drei später rituell mit Erde abgedeckte Mosaikfußböden aus jeweils über 485 Serpentinblöcken, die stilisierte Werjaguarmasken darstellen. Der Jaguarmann (Werjaguar), dessen Gestalt Züge eines Menschen und eines Jaguars verbindet, war in vielen präkolumbianischen Kulturen ein mächtiger Mythos und ein Sonnen- und Göttersymbol. Das berühmte Las-Limas-Monument 1 beinhaltet diese Vorstellung in einer Nephritplastik, die einen Jugendlichen darstellt, welcher ein schmächtiges Werjaguarbaby in den Armen hält. Gefunden wurde die Statuette im mexikanischen Bundesstaat Veracruz, dem olmekischen Kernland. Die Statuette ist vor allem deshalb so berühmt, weil sie die olmekischen Vorstellungen vom Übernatürlichen so deutlich zeigt, und sie heißt daher gelegentlich auch „Rosetta-Stein der olmekischen Religion“. Bekannt ist sie auch als die „Las-Limas-Figur“ und als „Señor de las Limas“ (s. Abbildung links oben). Dazu fand man zahlreiche Votivopfer aus Jade wie etwa Jadeäxte. Vor allem bei den Olmeken ist stilistisch die Ähnlichkeit der kleinen, vermutlich Devotionalien darstellenden Figuren mit den oft meterhohen Großplastiken aus Stein auffallend, wobei man inzwischen davon ausgeht, dass die Jadeobjekte einer jüngeren olmekischen Epoche angehören.

##### Mayas
Hervorragende Jade-Objekte stammen aus Teotihuacán, aus der Maya- und der Zapoteken-Zeit. Jademosaikmasken fand man unter anderem in Monte Albán II (eine aus 25 Steinen gebildete Fledermausmaske), in Palenque und besonders häufig in Calakmul. Ursprung der Jade war damals vermutlich wie auch später die große Fundstelle im Montagua-Tal (heute Guatemala) sowie die Golfküste. Auch Serpentin und Nephrit wurden verwendet. Im sogenannten „Heiligen Brunnen“ von Chichén Itzá, einem großen Mayazentrum auf Yucatan, fanden sich tausende von Objekten, darunter zahlreiche kunstvolle aus Jade, die als Opfergaben in den Brunnen geworfen worden waren, ein archäologischer Schatz ohnegleichen, der sich in einem dieser auf Yucatan weit verbreiteten unterirdischen Cenote befand, wie jene riesigen Karsthöhlensysteme heißen, die zu hunderten den ganzen Untergrund dort über viel Kilometer durchziehen und deren Erforschung eben erst begonnen hat, zumal sie offenbar häufig für rituelle Zwecke oder sogar Unterwelttempel genutzt wurden (Brunnen und Höhlen galten weltweit in den Religionen als Unterweltzugänge). Besondere Berühmtheit erlangt hat die 1952 entdeckte Totenmaske des Maya-Königs Pacal II. („der Große“) um ca. 700 n. Chr. in Palenque.

##### Immaterielle Deutung der Jade
Im Unterschied etwa zu China kennt man die Sprachen und Schriften der mesoamerikanischen Kulturvölker nur bruchstückhaft. Damit aber weiß man auch nur wenig von den immateriellen Gehalten ihrer Kultur (das Popol Vuh ist eine der wenigen Ausnahmen), denn die Ideogramme konnten bis jetzt noch nicht vollständig entziffert werden (bei den Hieroglyphen der Maya-Schrift hat man inzwischen allerdings große Fortschritte gemacht). Somit sind häufig nur indirekte Schlüsse auf einen eventuellen Bedeutungsgehalt von Jade bei den Völkern Mesoamerikas möglich. Diese Folgerungen stützen sich teils auf die dargestellten Objekte, teils auf die Fundorte, teils indirekt auf die Bewertung des Materials hinsichtlich Kostbarkeit, Bearbeitbarkeit usw. Bei manchen olmekischen Jadefiguren hat man allerdings die Vermutung, sie könnten im Zusammenhang mit dem Regengott stehen, ob das jedoch einen direkten Bezug zum Material hat, ist fraglich. Ausschlaggebend war wohl hier wie in anderen nichtchinesischen Kulturen seine Seltenheit und Kostbarkeit, die sich hier mit der Fruchtbarkeitssymbolik der Farbe Grün verbunden haben könnte. So wird die hellgrüne Jade gelegentlich mit dem jungen Maisgott Centéotl als Repräsentanz des jungen Maiskolbens Xilonon identifiziert, von dem man Tlamatecuhtli „Frau mit dem alten Rock“ unterschied, also den vertrockneten, von faltigen Blättern umgebenen Kolben. (Mais war in allen vorkolumbianischen Kulturen von grundlegender ökonomischer und daher auch kulturell-symbolischer Bedeutung.) Die blaue Jade aus Guatemala wiederum scheint bei den Olmeken und ihren Ritualen mit Wasser und seinen Quellen in Verbindung gebracht worden zu sein.
Ein eventuell komplexerer, systematisierter und nicht nur optisch orientierter Symbolgehalt, wie er etwa in China besteht, ist jedoch spekulativ, zumal man häufig nicht genau weiß, wer oder was in den Figuren oder Büsten tatsächlich dargestellt ist und zu welchem Zweck. Immerhin heißt aber die Göttin des Meeres, der Seen und Flüsse sowie der Fruchtbarkeit Chalchiuhtlicue (Nahua), „Die-mit-dem-Jaderock“, bzw. Matlalcueye, „Blaurock“, und bei den Mayas fanden sich in Opferbrunnen zahlreiche oft fein gearbeitete Jaderelief-Plättchen, so dass zumindest ein religiöser Bezug bei der Jade nicht ausgeschlossen werden kann. Zumindest scheint festzustehen, dass es auch einen immateriellen Wert der Jade in den mesoamerikanischen Kulturen gab, der jenseits ihres materiellen lag. Möglicherweise lag das tatsächlich an der Farbe, die als Widerspiegelung von Wasser und Pflanzenwelt empfunden worden sein könnte und so mit dem Leben in Verbindung gebracht wurde mit den entsprechenden religiösen und spirituellen Konsequenzen. Jedenfalls legten die Mayas Jadestücke in die Münder der Toten, was ihre Vorstellung vom lebendigen Weiterleben in einem nach ihren Vorstellungen durchaus komfortablen Jenseits wiedergab, das dem jeweiligen Status des Toten im Diesseits sowie der Todesart entsprach (es gab vier Jenseitsregionen, für jede Himmelsrichtung eine).
Aber die Mayas verbanden Jade wohl auch mit Sonne und Wind, denn es wurden viele Maya-Jadeskulpturen gefunden, die den Windgott, aber auch Atem und Windsymbole sowie die Windrichtungen darstellen könnten. Und eine große, in Altun Ha gefundene Jadeplastik der Mayas, sie wiegt 4,42 kg, zeigt den Kopf des Maya-Sonnengottes. Dennoch bleibt die Bedeutung von Jade in den mesoamerikanischen Religionen umstritten.
Ein religiöser Bezug der Jade wäre bei den Völkern Mesoamerikas allerdings keineswegs überraschend, denn Jade galt immerhin, das weiß man, als kostbarstes Material jener mittelamerikanischen Kulturen, und zwar noch vor Gold und dem beliebten Türkis und Onyx oder Quetzalfedern, und ihre bevorzugte Verwendung bei zeremoniellen oder kultischen Objekten wie Teilen von Herrscherornaten, Totenmasken, Kultbeilen, Götterstatuetten oder Opfergaben ist eigentlich fast beweisend. Da Metallwerkzeuge allerdings fehlten und das erst spät eingeführte Kupfer zu weich war, ergaben sich bei der Bearbeitung große Schwierigkeiten, und der Darstellung waren derart Grenzen gesetzt, obwohl man durchaus Kunstwerke findet, die den chinesischen ebenbürtig sind, etwa kleine olmekische Büsten und erstaunlich fein gearbeitete, meist nur wenige Zentimeter große Figuren vor allem aus der La-Venta-Kultur, die überhaupt ein olmekisches Zentrum der Jadekunst gewesen zu sein scheint. Doch man findet auch feingeschliffene Zeremonialbeile, wie sie so ähnlich schon im europäischen Neolithikum und den Māori vorkommen. Bearbeitet wurde meist durch Sandschliff, Bohren und Schnitzen. Man erzeugte dünnen Plättchen, die etwa zusammen mit Türkis auf Holz zu einer Maske zusammengesetzt wurden. Auch Perlen konnten derart hergestellt werden. Vermutlich durch Schnitzen mit Hilfe anderer Jadestücke oder hartem Holz gelangen auch kleine Plastiken. Größere Figuren wie die oben erwähnte dürften eher die Ausnahme gewesen sein.
Aus der Schlussphase des Azteken-Reiches hat man immerhin in der Nahuatl-Dichtung, die von Missionaren einst in lateinische Buchstaben transkribiert worden war, einen bewegenden Abgesang auf die aztekische Kultur nach der Ankunft der Spanier. Die Verse werden dem Dichterkönig Nezahualcóyotl („Fastender Kojote“) zugeschrieben und beziehen sich auch auf Jade:
Selbst Jade wird zerschmettert,

Selbst Gold wird zerstört,

Selbst Quetzalfedern werden zerrissen …

Man lebt nicht ewig auf dieser Erde:

Wir verweilen nur einen Augenblick.

### Andere Kulturräume
Jade hat nur in China eine derart zentrale geistige Bedeutung erlangt und, mit überlieferungsbedingten Unklarheiten versehen, in Mesoamerika, wo sie gehäuft bei Opfergaben und als Götterattribut auftaucht. Es wurden allerdings auch in anderen Kulturräumen künstlerisch bedeutende Werke aus Jade geschaffen. Vor allem gilt dies für das Indien der Großmoguln und für Korea. Im Schamanismus Nordasien und auch der Ainu wiederum scheint Jade wie in der Frühzeit Japans und Koreas auch eine religiöse Bedeutung gehabt zu haben und teils noch zu haben, ebenso im Neuseeland der Māoris, wo sie zudem als Statussymbol der Häuptlinge einen gesellschaftlich bestimmten zeremoniellen Stellenwert besaß.

#### Indien und Hinterindien

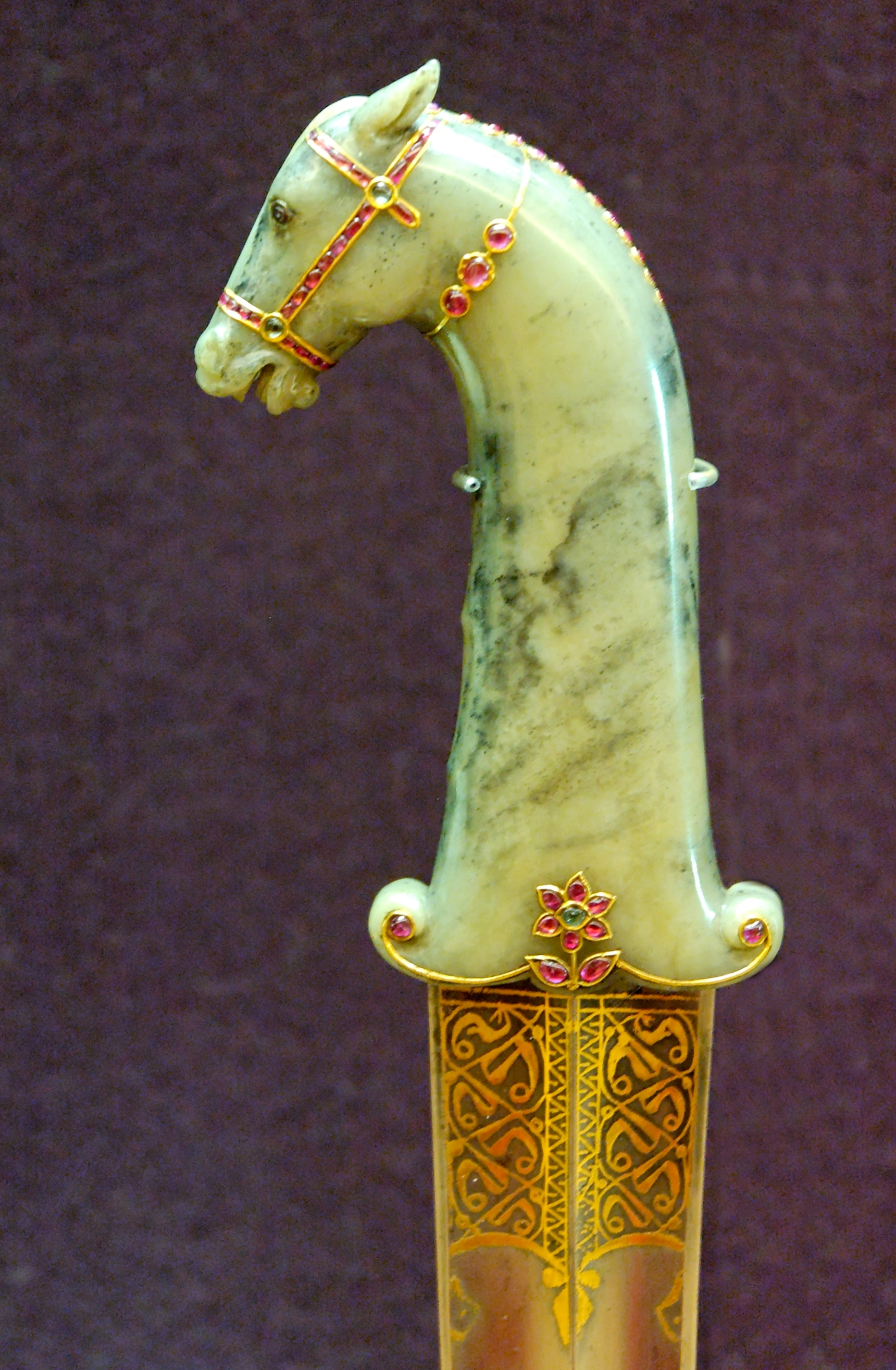
Dolch mit Pferdekopf als Knauf, Indien, Mogul-Zeit, 17. Jh. Klinge aus Damaszenerstahl mit Gold eingelegt. Griff: Jadeschnitzerei, eingelegt mit Gold und Halbedelsteinen

Eines der ältesten Beispiele für Jadekunst in Indien ist der jainistische, dem Religionsstifter Mahavira gewidmete Tempel von Kolanpak bzw. Kolanupaka, 80 km vor Haiderabad (Andhra Pradesh). Er ist etwa 2000 Jahre alt und enthält eine mehr als 1,50 m hohe, Mahavira darstellende geschnitzte Jadeplastik, die größte freistehende Jadeplastik der Welt. Das Material Jade, vielleicht sogar die ganz Plastik, dürfte aber eingeführt worden sein, denn Südindien (der Dekkan), das damals von den Shatavahanas regiert wurde, war zu dieser Zeit Zentrum eines weltweiten Handelsnetzes, das bis nach Rom, Zentralasien und China reichte. Und da der in Südindien konzentrierte Jainismus nicht in Konkurrenz zum Hinduismus trat und auch in den hohen Rängen der Gesellschaft fest verankert war, besaß er sicher auch die Mittel für derart kostspielige Unternehmungen, wie seine zahlreichen prächtigen Tempel ausweisen. Damit war diese Jadestatue aber keine autochthon indische Kunst, sondern importierte und fand vermutlich deswegen auch keine Nachfolger. (Man kann das durchaus mit der in Frankreich entworfenen und gefertigten Freiheitsstatue vergleichen.)
In Indien wurde Jade dann allerdings erst wieder seit dem Mogulreich zwischen 1526 und 1858 häufig zur Zierde an wertvollen Gefäßen sowie für Schwert- und Dolchgriffe und -scheiden verwendet. Viele derartige Objekte sind insbesondere aus dem 18. und 19. Jahrhundert erhalten. Ihre Qualität ist aber nicht sicher in den größeren kunsthistorischen Zusammenhang einer spezifischen regionalen Jadekunst einzuordnen.
Die bedeutendste Periode der Jadeschnitzerei war jedoch das 17. Jahrhundert. Es gibt hier einige singuläre Stücke vor allem aus der Regierungszeit der Mogulkaiser Jahangir (1569–1627), etwa seine Weinschale aus weißer Jade, und Shah Jahan (1592–1666), der das Taj Mahal erbaute und in dessen Zeit auch die Intarsienkunst mit Jade einen Aufschwung erlebte, die von da an das besondere Charakteristikum der indischen Jadekunst bildete. Die Moguln brachten wahrscheinlich die Kunst der Jadeschnitzerei aus ihrer zentralasiatischen Timuridenheimat Turkestan und dem östlichen Iran nach Indien, wo sie vorher unbekannt war.
Obwohl sich im burmesischen Hinterindien große Jadelagerstätten befinden, ist für diese Region keine eigentliche Jadekunst überliefert. Das mag daran liegen, dass diese Fundstätten erst seit dem 18. Jahrhundert bekannt waren, vor allem aber wohl auch daran, dass sie offenbar sofort komplett von den Chinesen genutzt wurden, zumal von dort sehr hochwertige Jade kam (z. B. „Kaiserjade“). Zudem gilt hier wieder das Prinzip, dass Jadekunst nur dort autochthon entstehen konnte, wo eine ungestörte Entwicklung des Jadehandwerks einigermaßen möglich war, also nicht im ethnisch wie religiös heterogenen (Buddhismus, Hinduismus, Islam, Christentum), von sich überschneidenden indisch-chinesisch-malaiischen Machteinflüssen geprägten Hinterindien mit seinen bis heute andauernden kriegerischen Konvulsionen etwa durch die Khmer, Thai oder die Bergvölker.

#### Japan und Korea

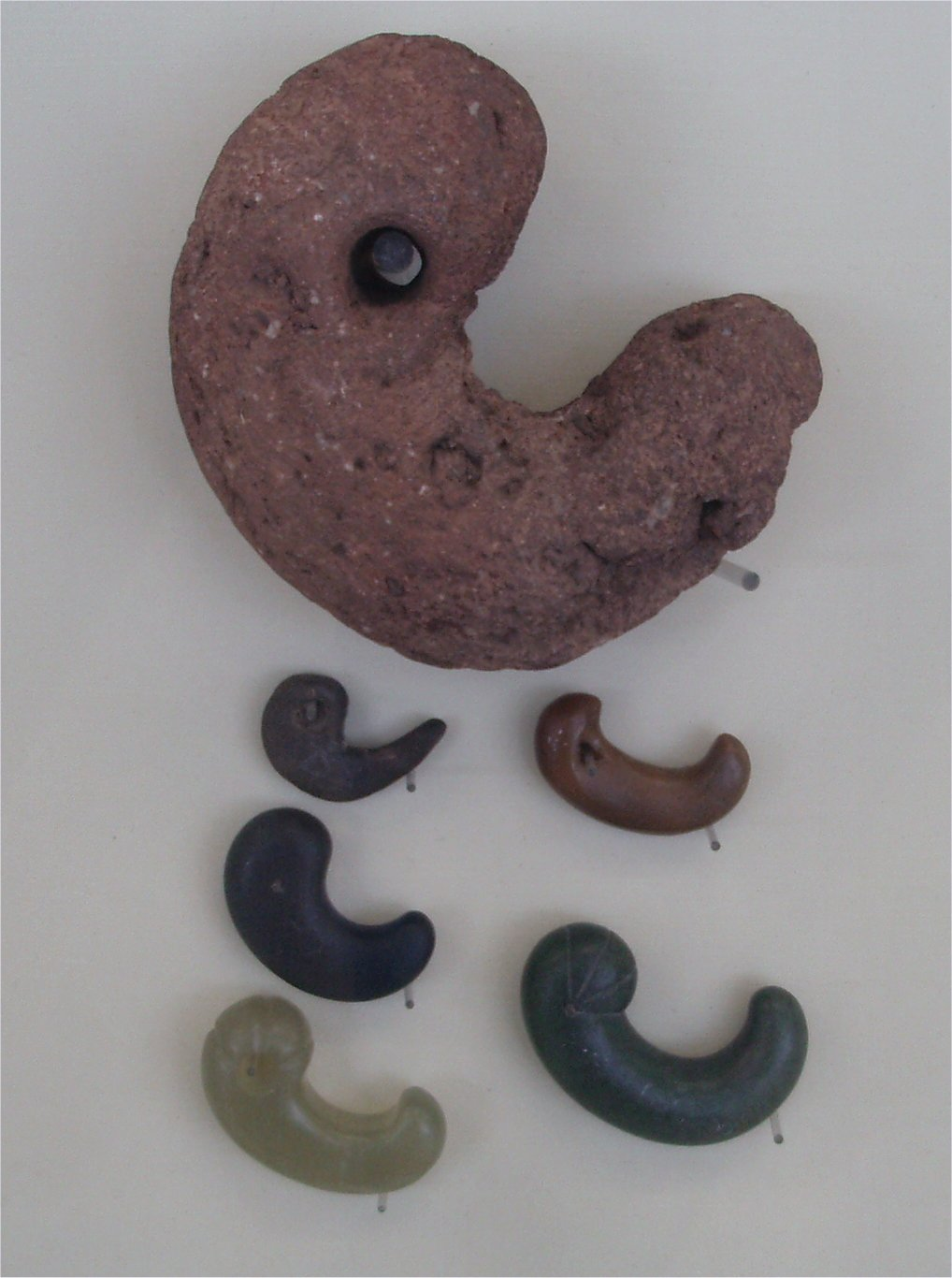
Magatamas der Jōmon-Zeit bis ins 8. Jahrhundert

Das taoistische Symbol Taiji: Auffällig ist die Ähnlichkeit mit zwei gegenläufig übereinanderliegenden Magatamas.

Zu den bekanntesten Jadeobjekten in beiden Kulturräumen zählen die in Japan Magatama genannten Jadeornamente, die wie ein Komma geformt sind mit einer kleinen Perforation am dickeren Ende, die ursprünglich wohl dazu diente, eine Schnur durchzuziehen. Sie waren mitunter auch aus Gold oder Silber und wurden als Anhänger getragen, und ihre Form entstammt möglicherweise der der vorgeschichtlich als Anhänger getragenen Raubtierzähne. Tatsächlich waren die Magatamas zwischen 1000 vor und 600 nach Chr. die vorherrschende, ja fast einzige Schmuckform in Japan. Zur potentiellen Beziehung dieser Magatamas zu den sibirischen toli-Spiegel der Burjaten siehe den Abschnitt Sibirischer Schamanismus.
In Japan sind Magatamas denn auch schon seit dem Neolithikum, insbesondere der etwa um 300 v. Chr. endenden Jōmon-Zeit nachweisbar. Besonders häufig kommen sie aber in der Kofun-Periode des 3.–6. nachchristlichen Jahrhunderts mit ihren charakteristischen Hügelgräbern vor. Zusammen mit Spiegel und Schwert spielten sie offenbar im Shintoismus und später im damals wohl einsetzenden Kaiserkult eine zentrale Rolle, nachdem sie in Abgrenzung zum Buddhismus neue Bedeutung für den Weg des Kami erhalten hatten. Allerdings scheint hier weniger das Material Jade die eigentliche Symbolträgerschaft innezuhaben (es gibt Magatamas auch aus anderen Materialien), sondern eher die aus dem jungsteinzeitlichen und bis heute im Shintoismus zentralen Ahnenkult überkommene Form, welche sich bemerkenswerterweise auch in der Yin-Yang-Symbolik wiederfindet und die durchaus aus als zwei passend übereinanderliegenden Magatamas beschrieben werden kann.
In späteren Perioden ist Jade als Material dann relativ selten; das gilt selbst für die Netsuke genannte Kleinkunst des 19. Jahrhunderts, deren Miniaturschnitzereien meist aus Holz und Elfenbein gefertigt waren, seltener aus Horn, Metall oder Lack. Das klassische weihevolle Material Japans war ohnehin die Bronze. Das weitgehende Fehlen von Jade in Japan ist möglicherweise durch mehrere Faktoren bedingt:

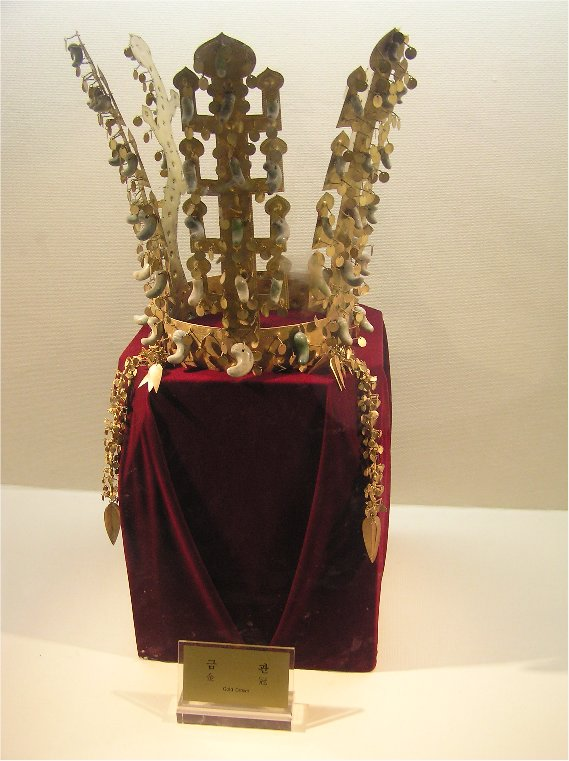
Koreanische Silla-Krone. Diese ist besonders reich an Jadeverzierungen (insgesamt 77 grüne und blaue Jadestücke). Man erkennt dabei deutlich deren Kommaform, die sie als Magatamas ausweist.

- Lange Zeit fehlende Vorkommen (sie wurden nur an einer Stelle in Japan gefunden), was Jade außerordentlich teuer gemacht haben dürfte.
- Ihre schwere Bearbeitbarkeit, durch die sie bei der Neigung der japanischen Kunst zu grazilen und komplexen Formen ein Material zweiter Wahl gewesen sein könnte. Eine eigene Jadeschnitzkunst, die sich von anderen Schnitztechniken völlig unterscheidet, hat sich in Japan offenbar nicht entwickelt.
- Es mag aber auch die Konkurrenz mit China schon Ende des ersten nachchristlichen Jahrtausends eine Rolle gespielt haben. Gegen China schottete man sich damals zunehmend ab und mied alles Chinesische oder betrachtete es verächtlich (eine Haltung, die dann letztlich im Massaker von Nanking 1937 ihren grausigen Höhepunkt fand). Jade aber war durch den Kult, den man in China darum gewoben hatte, etwas sehr Chinesisches. Allerdings sind Jade-Magatamas bis heute Teil der Throninsignien des Kaisers und werden gerne auch jetzt noch als Amulett getragen, das dann jedoch eher selten aus Jade ist, so dass die Verbindung Jade–Magatama heute als eher zufällig angesehen werden kann.

Auch in Korea findet man die Magatamas hier und da bereits an prähistorischen Plätzen der mittleren Mumun-Pottery-Periode 1500–300 v. Chr. Man ist sich in der Forschung inzwischen aber einig, dass die Magatamas von Japan in den Süden Koreas gebracht wurden, wo sie am häufigsten zu finden sind (850–550 v. Chr.). Dort waren sie in etwa gleichzeitig wie in Japan während des Silla-Königreiches (57 v. Chr. bis 935 n. Chr.) besonders beliebt. Man trug sie an Ohrringen, Halsketten, insbesondere aber verzierte man damit königliche Kronen, und im Gebiet um Gyeongju findet man Jadeobjekte in den Grabhügeln der Silla-Könige, vor allem an ihren zehn bis heute erhaltenen Kronen (s. Koreanische Kunst). Doch wie in Japan findet sich auch in Korea später keinerlei ausdrücklich kultische Bedeutung mehr von Jade, das ohnehin ebenfalls wie in Japan als schwierig zu bearbeitendes Material offenbar eher gemieden wurde, zumal es wohl auch kaum Vorkommen gab.

#### Schamanismus Sibiriens und der Ainu
Die Tatsache, dass im Schamanismus etwa der Burjaten Sibiriens Jadespiegel existieren, die auch in der buddhistischen Praxis vorkommen, welche den sibirischen Schamanismus so intensiv beeinflusste, dass man sogar von Lama-Schamanen spricht, weist möglicherweise auf ein nord- und ostasiatisches neolithisches Kulturkontinuum hin. Die toli genannten Spiegel der Burjaten gelten als Symbol der Trughaftigkeit sinnlicher Wahrnehmungen und waren auch bei den anderen turko-mongolischen Völkern verbreitet. Bei den Burjaten waren sie jedoch ein unerlässliches Schamanen-Attribut. Ihre Symbolik umfasst einerseits das Eisloch, durch das der Nomade fischt, andererseits aber für den Schamanen das Tor, durch das er eine andere Welt betreten kann. Die Symbolik ist möglicherweise mit der der torii-Tore des japanischen Shintoismus eng verwandt, dazu mit dem Spiegel, der neben dem Magatama, dessen Kommaform sich reduktionistisch daraus entwickelt haben könnte, und dem Schwert das Grundsymbol der Kami darstellt.
Der Ursprung der sibirischen toli wiederum weist möglicherweise nach China, da von dort oft auch ähnlich geartete Bronzespiegel kamen. Die komplexe Symbolik der in der Mitte mit einem Loch versehen Spiegel ähnelt außerdem altchinesischen kosmogonischen Vorstellungen, wie sie etwa auch im Yin-Yang-Symbol auftauchen, zumal auf den chinesischen wie den burjatischen Varianten der zwölfjährige Zyklus der Tierkreiszeichen als Gravur präsent ist, wobei lediglich die Tiersymbolik teilweise ausgetauscht wurde. Im altchinesischen Gräberfeld von Jinggangshan bei Nanking, das aus der Zeit um 3000 v. Chr. aus der Hongshan-Kultur stammt, wurden z. B. über 600 Einzelobjekte geborgen, von denen 47 % aus Jade waren, zahlreiche von ihnen halbrunde huang-Scheiben und runde Blättchen mit einem Loch, die die Gestalt der später als Bi-Scheiben imponierenden Objekte der Liangzhu-Kultur vorwegnehmen.
Die stark schamanischen Ainu Nordjapans (Hokkaido) fertigten Jadeobjekte, etwa Bärenskulpturen im Rahmen ihres alten Bärenkultes. Die Herkunft dieses Volkes ist unklar, es scheint aber eine Verbindung zu den uralischen Stämmen in Sibirien zu geben. Diesen Bärenkult (es gab ihn jungpaläolithisch auch in Europa, wie Höhlenfunde in Frankreich ausweisen) gibt es so ähnlich auch bei den Eskimos und dem Volk der Aleuten, und die bis heute dort gefertigten Kleinplastiken ähneln denen der Ainu verblüffend.

#### Pazifik: Māori Neuseelands

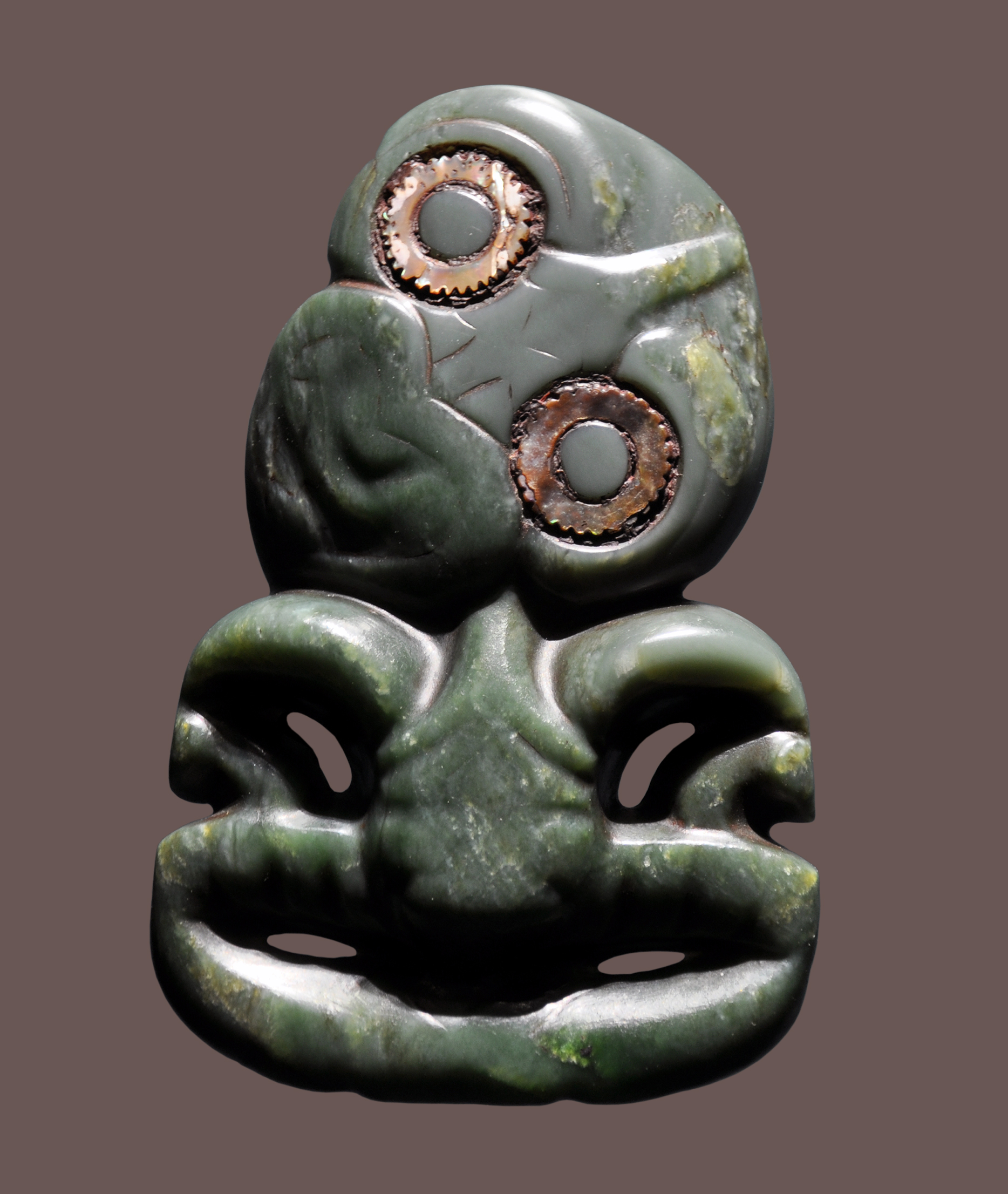
Anthropomorpher Anhänger; 1500–1800; Musée du quai Branly (Paris)

Die Māori entwickelten eine Kultur, die sich von der des übrigen Polynesien unterscheidet und der Melanesiens ähnelt. Nephrit kommt nur an der Westküste der Südinsel Neuseelands am Rande der Andesit-Linie vor. Das Gebiet heißt in der Maorisprache (reo māori) denn auch Te Wai Pounamu – „Das Land des Grünstein-Wassers“, oder Te Wahi Pounamu – „Der Grünstein-Ort“.
Jade (pounamu) umfasst bei den Māori jedoch eine ganze Reihe grüner Minerale, darunter Nephrit, Bowenit (auf Māori: tangiwai) und andere. Grünstein wurde von den Māori Neuseelands dazu benutzt, Waffen, Amulette und Ornamente herzustellen. Die Grünsteinschnitzerei ist dort bis heute ein Handwerk, das häufig traditionelle Formen der Māori-Kultur (māoritanga) verwendet.
Typische Objekte der Māori-Kunst sind neben Ritualäxten und Amuletten vor allem die aus Nephrit geschnitzten Tiki-Figuren, die kunstvoll geschliffen in den Häuptlingsfamilien weitervererbt wurden und werden. Solch ein Hei-tiki (zu hei um den Hals binden und tiki erster Mensch) ist eine kleine, reliefartige, seltener auch aus Holz oder Stein gefertigte embryonal wirkende Figur mit schrägem Kopf und oft großen eindringlichen Augen aus Perlmutt, die gelegentlich auch, sofern größer und aus Holz, als Giebelschmuck oder Totempfahl dient. Sie symbolisiert entweder den ersten Menschen oder den listigen, in vielen polynesischen Kulturen anzutreffenden Kulturheros Maui als Embryo. Somit scheint die ansonsten außer für zeremonielle Zwecke wie Häuptlingsbeile (so auch auf den nördlich von Neuseeland liegende Neukaledonien den Neuen Hebriden) nicht verwendete Jade hier ähnlich wie im frühen Japan, Korea und China sowie im Schamanismus Sibiriens eine sehr alte kultische Beziehung zur Ahnenverehrung zu repräsentieren, möglicherweise sogar zur Dema-Gottheit, denn Maui hat nicht nur das Land geschaffen, sondern den Menschen auch das Feuer gebracht und stirbt typischerweise beim Versuch, die Todesgöttin zu überwinden. Der Hei-Tiki verleiht seinem Träger Mana, die Kraft, die mit Fruchtbarkeit und Schöpfung assoziiert wird, und die überdies mit dem Tapu (Tabu), das bestimmte soziale Regeln vorschreibt, sowie mit der reinen Kraft des Universums in Verbindung steht.
Der ebenfalls offenbar kultischen Gebrauch von Jadebeilen im alten Europa (sie fanden sich in Gräbern, siehe oben) und an anderen Orten weltweit könnte dabei eine kulturhistorische Parallele darstellen, die auf ähnlichen geistigen Vorstellungen beruht. Hingewiesen werden muss außerdem auf die Rolle von Jadeobjekten im Rahmen des rituellen melanesischen Kula-Tauschnetzes, zu dem auch Neuguinea, die Salomonen und Neukaledonien gehören.

#### Sonstiges Vorkommen
Vereinzelt finden sich auch in anderen Weltgegenden Jadeobjekte. Das gilt vor allem für den alten Orient, wo man generell Edelsteinen magische Qualitäten zuschrieb, allerdings weniger der nur selten verfügbaren und oft unbekannten Jade, sondern den „klassischen“ Steinen wie Saphir, Amethyst, Lapislazuli, Chalzedon, Bergkristall und so weiter. (Rubine waren im östlichen Mittelmeerraum erst nach dem 3. Jh. n. Chr. bekannt, Samaragde äußerst selten, ebenso die bis zum Mittelalter kaum bearbeitbaren Diamanten.)
- Für die Stadt Ugarit im syrisch-kanaanäischen Raum ist eine Serpentinstele belegt, die den Götterkönig als „huldvollen Stier“ zeigt, wie er ein Trankopfer vom König entgegennimmt und damit den uralten mediterranen Stierkult repräsentiert, wie er bereits im anatolischen Göbekli Tepe um 9500 v. Chr. nachzuweisen ist.[41][42]
- Auf Kreta sind während der Blütezeit der kretisch-minoischen Kultur in der Zweiten Palastperiode zwischen 1700 und 1450 v. Chr. mit religiösen und sportlichen Szenen verzierte Gefäße aus Serpentin nachgewiesen.[13] Da diese Kultur im östlichen Mittelmeer und vor allem der Ägäis zentral war, ist ein Vorkommen von Jadeobjekten in diesem Großbereich nicht auszuschließen. Handelsverbindungen mit Ägypten sind nachgewiesen.
- Die berühmte, heute in der Pariser Nationalbibliothek aufbewahrte Jadeschale des Abtes Suger stammt vermutlich aus dem Iran und ist wahrscheinlich ein Erzeugnis der persischen Sassaniden (224–642 n. Chr.), deren Kunstwerke sich in den Museen der ganzen Welt finden. Da die Seidenstraße damals quer durch dieses Reich verlief, ist ein Import die wahrscheinlichste Quelle dieses Objektes, da Jadekunst hier sonst nicht nachgewiesen ist und die Perfektion dieser Arbeit eine lange kunsthandwerkliche Tradition erfordert mit einer entsprechenden Anzahl von daraus hervorgegangenen Werken, die es aber soweit bekannt nicht gibt.[5]

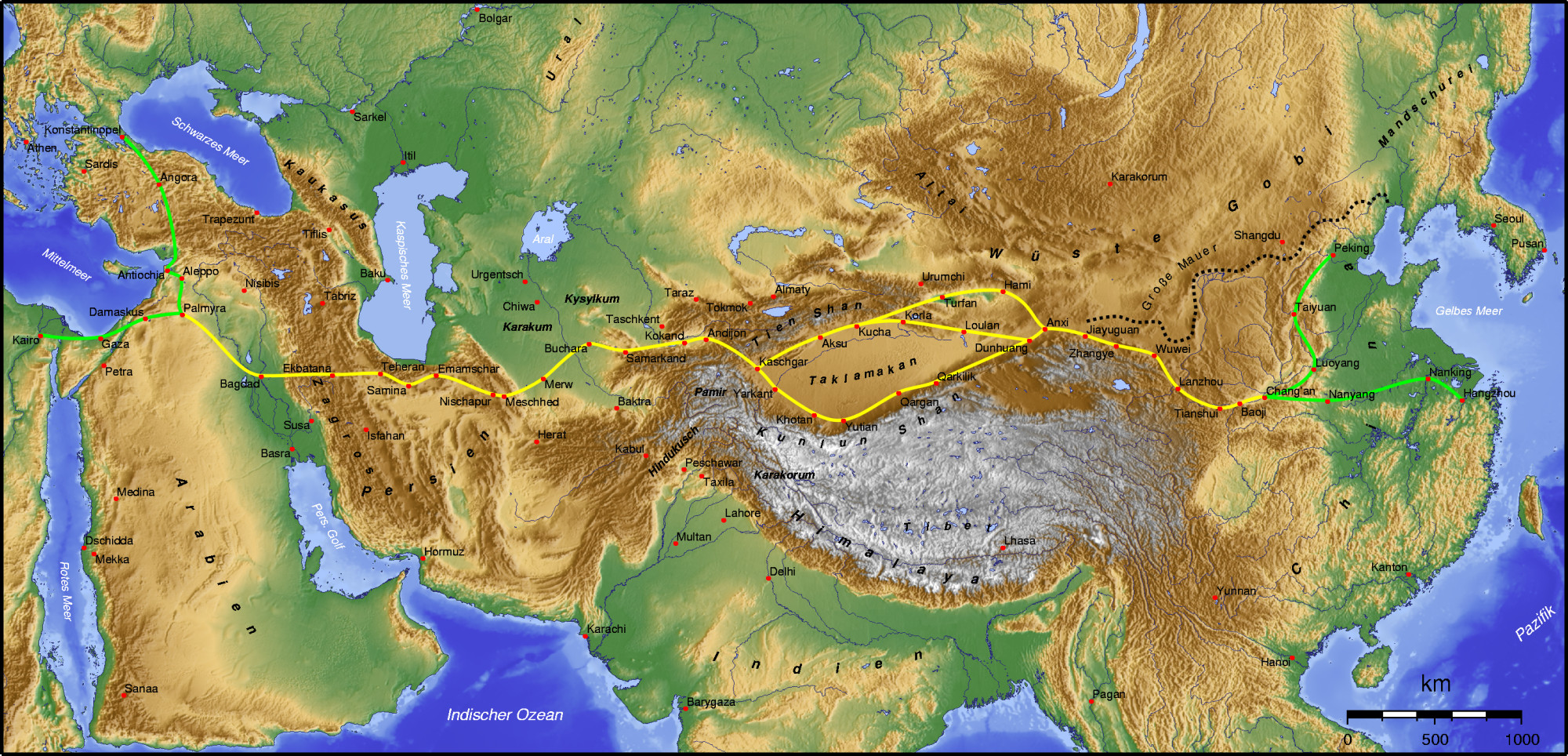
Gesamtverlauf der Seidenstraße im Mittelalter

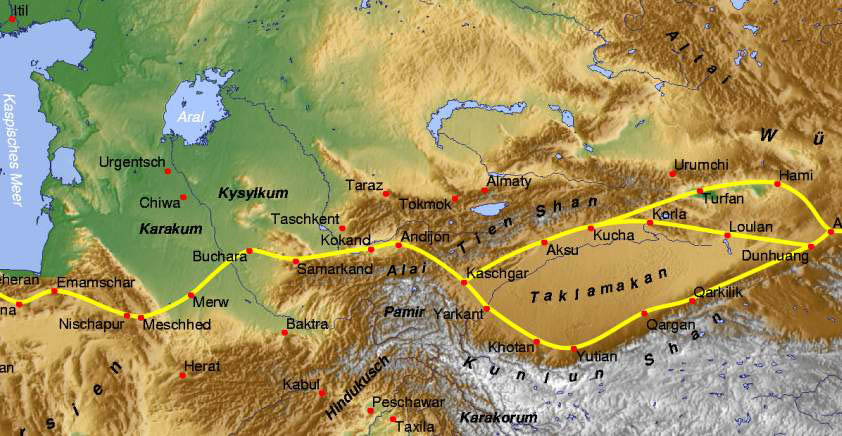
Der zentralasiatische Abschnitt der Seidenstraße. Wie man sieht, berührt ihr südlicher Ast die großen Jadefundstätten von Khotan.

- Zentralasien mit dem alten Herrschaftsgebiet der Timuriden zwischen der chinesischen Grenze, der Mongolei und dem Iran und bis hinunter nach Afghanistan hat mit die reichsten Jadevorkommen auf seinem Gebiet, vor allem leicht zugängliche Gerölljade, und hat entsprechend auch eine reiche Jadeschnitzerei entwickelt. Doch sind daraus, soweit eruierbar, keine kunst- oder geistesgeschichtlich relevanten Formen und Richtungen oder gar wie in China Rituale und Philosophien hervorgegangen, sondern nur teils wohl magisch verwendete Werke der Volks- und Kleinkunst wie Amulette usw., angesichts der stark nomadisierenden, immer noch mitunter schamanisch geprägten Lebensweise der dortigen Bevölkerung auch nicht überraschend.[2] Auch bezogen bald die Chinesen entlang der Seidenstraße bis zur Entdeckung der reichen Lagerstätten von Burma im 18. Jahrhundert den größten Teil ihrer Jade von hier. Es ist jedoch anzunehmen, dass die Jadekunst von hier bis in die Randgebiete etwa Irans, aber auch ins Indien der Großmoguln ausstrahlte (s.o.), ohne allerdings jemals außerhalb schamanistischer Praktiken den prominenten geistig-religiösen Stellenwert einzunehmen wie in China oder möglicherweise auch in Mesoamerika.[2]
- Für das byzantinische Reich zwischen 395 und 1453 ist Jade nicht ausdrücklich belegt, könnte aber gelegentlich verwendet worden sein, da es wie andere ostasiatischen Kostbarkeiten, etwa Seide, Edelhölzer, Tee, Bronze, Gold, Perlen usw., über die Seidenstraße hierher kam, deren westliche Ausläufer in Konstantinopel, Palästina und Kairo endeten. Entsprechendes gilt sicher auch später für die islamischen Reiche auf dem einstigen byzantinischen Herrschaftsgebiet, etwa für das Osmanische Reich oder das Reich der Mameluken. Es ist allerdings fraglich, ob Jade, deren Bearbeitung sich von der anderer Edelsteine stark unterscheidet und große Erfahrung sowie spezielle handwerkliche Kenntnisse verlangt, hier als Rohprodukt und nicht bereits als kunstvolles Fertigprodukt an Ringen, Armbändern, Ketten usw. ankam.[2]

## Verwendung als Schmuckstein

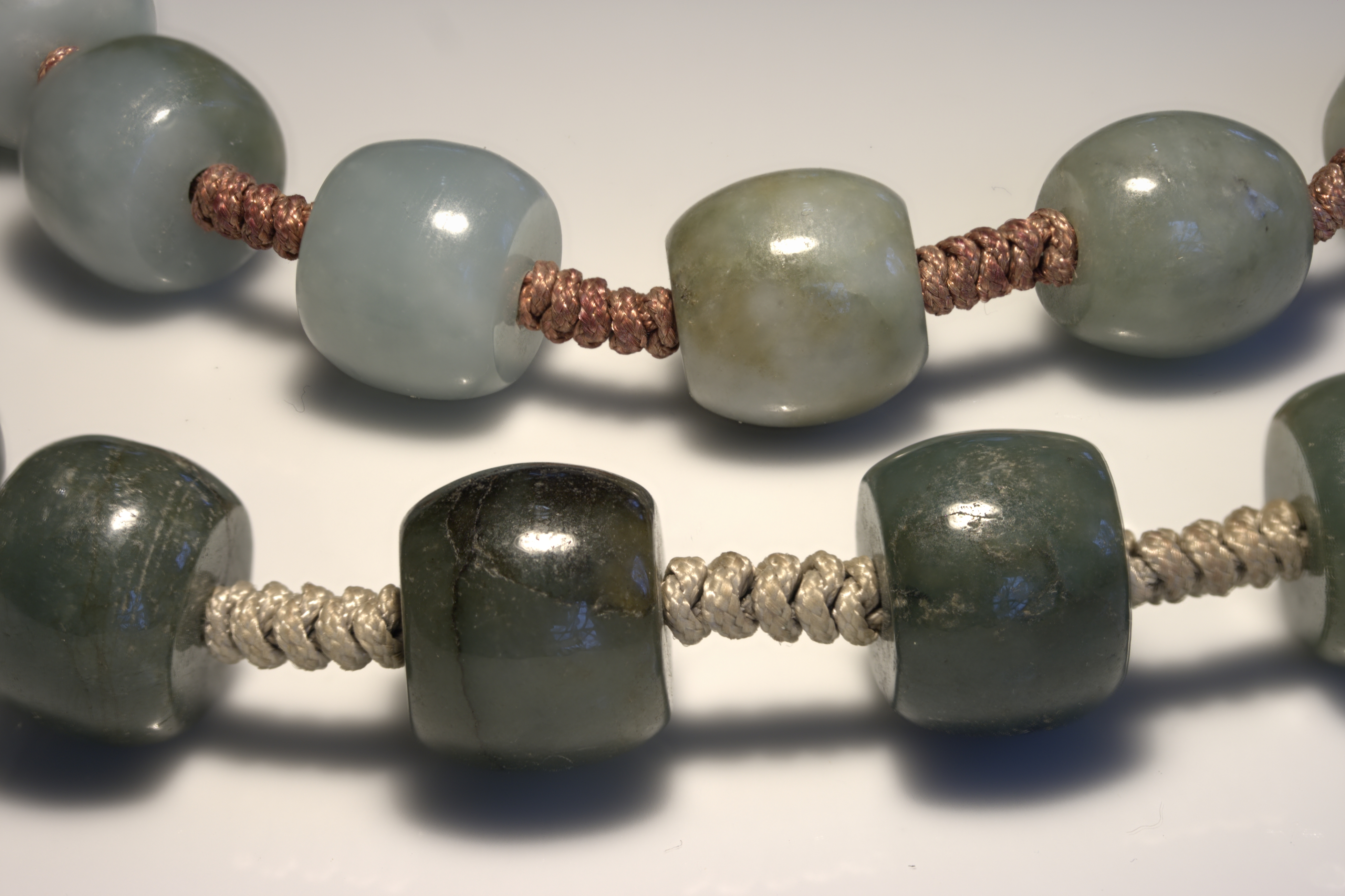
Jade als Schmuckstein und als Ketten verarbeitet

Die wertvollste Jadevariante ist die sogenannte Imperial Jade oder Kaiserjade. Sie ist extrem teuer und kostet in Hongkong etwa zwischen 5000 und 8000 Dollar pro Karat. Ein Karat sind 200 Milligramm, ein Gramm kostet entsprechend bis zu 40.000 Dollar, also ungefähr so viel wie ein lupenreiner, intensiv blaufarbener Diamant von 1 Karat (36.000 Euro). Zum Vergleich: 1 g Gold kostet ca. 37,50 US-$ (Stand: 1. Februar 2013). Typisch für die Kaiserjade ist das leicht transparente Smaragdgrün.

### Bearbeitung und Pflege
Obwohl scheinbar nur wenig über mittelhart (Härteskala 6,5–7), lässt sich Jade wegen ihrer heiklen Konsistenz, insbesondere aber wegen ihrer großen Zähigkeit (Tenazität) nur schwer bearbeiten, vor allem weil ihre Spaltbarkeit vorher nicht erkennbar ist und sie muschelig bricht. Von den Jade-Handwerkern heißt es daher in China, dass sie ein Stück Jade erst jahrelang befühlten und seine Konsistenz erkundeten, bevor sie mit dem Schnitzen und Schleifen (mit Sand) begannen.
Jade kann nicht wie Holz einfach mit dem Messer geschnitzt werden, sondern muss in zeitraubenden Arbeitsschritten durch Scheibensägen, Kontur-Bohren und Schleifen mit einfachen Werkzeugen, die sich abgesehen vom Material im Prinzip bis heute nicht geändert haben, in die gewünschte Form gebracht werden. Als Bohrer wurden früher und bereits in der Jungsteinzeit sowohl massive Bohrköpfe aus Stein oder Hartholz, aber auch röhrenförmige Bohransätze aus Knochen und dem sehr harten Bambus eingesetzt, der in Ostasien östlich der Movius-Linie sogar Steinwerkzeuge ersetzte. Rotiert wurden sie mit Hilfe einer um sie geschlungenen Bogensehne. Als Schleifmittel wurde gerne Quarzsand (Härte 7) eingesetzt, der mit Wasser und Fett in die Bohrfuge gegeben wurde. Je härter das Schleifmittel, desto präziser war die Bohrung.
Empfindlich ist Jadeit gegen Hitze. Gegen Säuren ist dieser Stein eher unempfindlich, wird aber dafür dann hochempfindlich, wenn er vorher mit Wärme in Berührung kam. Das heißt, dass dann alle Säuren, Säuregemische (Sud), galvanische Bäder usw. strikt zu vermeiden sind. Exponiertes Jadeit muss vor Punktstrahlerbeleuchtung oder starkem Sonnenlicht geschützt werden. Es darf nicht mit Ultraschall gereinigt werden. Einige Silbertauchbäder hinterlassen Flecken an der Steinoberfläche. Bei Silberfassungen mit Jadeit sind Silberputztücher ratsamer.

## Imitationen und Manipulationen

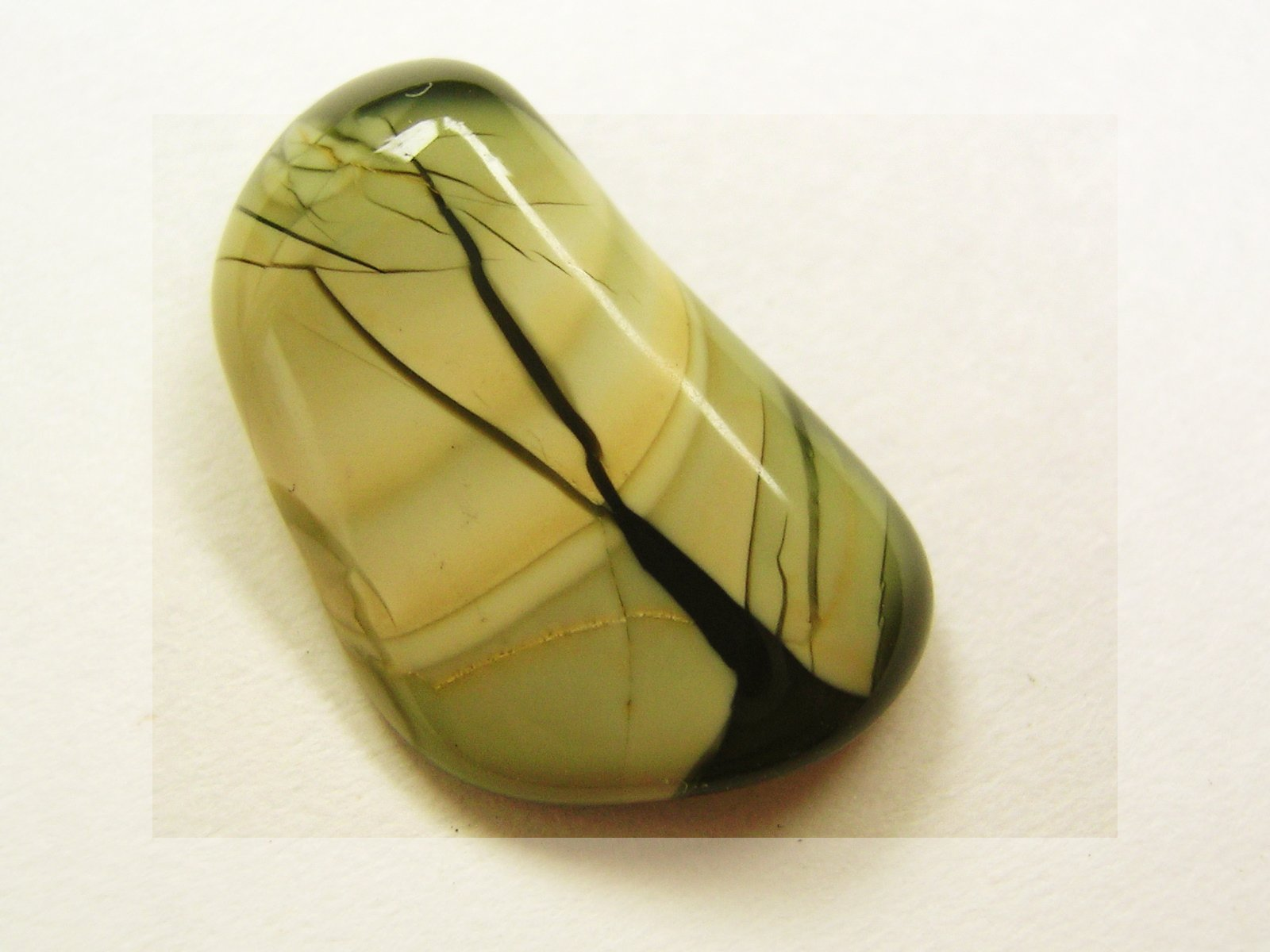
Serpentinvarietät, ein sogenannter Blattserpentin – hier als Trommelstein

Schon von jeher wird vorwiegend aus wirtschaftlichen Gründen versucht, neue Mineralen und Gesteine unter dem Begriff Jade unterzubringen. Der wohl bekannteste und interessanteste Fall einer allerdings wohl ungewollten Imitationsbildung ist heute vermutlich der Edelserpentin („China-Jade“, „neue Jade“). Zur mineralogischen Morphogenese siehe unter den einzelnen Mineralen.
Serpentin sieht dem Jade nicht nur ähnlich aus, es kommt sogar in den gleichen Lagerstätten vor wie Jadeit und Nephrit. Das Material ist aber deutlich weicher (Härte 4) und hat eine viel geringere Zähigkeit als Jade. Da Serpentin damit viel leichter zu bearbeiten ist, ist es in den letzten Jahren zum bevorzugten Jadeersatz geworden. Dieses „Edelserpentin“ wird zum Beispiel auch in Österreich abgebaut und verarbeitet (im Ort Bernstein im Burgenland).
Die Verwendung von Edelserpentin in China kann ebenfalls über einen Zeitraum von 8000 Jahren nachgewiesen werden. Die Bezeichnung „neue Jade“ ist damit ein Kunstgriff und nicht einer angeblichen Neuentdeckung des Edelserpentin geschuldet. Dieser Kunstgriff scheint allerdings ursprünglich auf einem Übersetzungsfehler zu beruhen: Bei dem was heutzutage als „neue Jade“ bezeichnet wird, handelt es sich um eine Art des Edelserpentin, welcher in Xiu Yan in Nordostchina abgebaut wird. Darum wird dieses Mineral in China als Xiu-Yu bezeichnet (nach der Stadt Xiu-Yan). In manchen Katalogen und Mineralienlisten wird die „neue Jade“ daher als Xin-Yu bezeichnet – xin ist das chinesische Wort für „neu“. Dabei wurde wohl aus dem u in Xiu ein n, so dass aus Xiu-Yu fälschlich Xīn-Yù (新玉) entstand, was man dann wiederum korrekt als „neue Jade“ übersetzt hat. Vielleicht lag es auch daran, dass Xiu nicht wirklich übersetzbar ist, da es sich um den Teil eines Stadtnamens handelt.
Weitere Jade-Imitationen sind unter anderem:
- Prasem oder auch „Afrikanische Jade“[46]
- verschiedene Chlorite unter den Handelsnamen „Marble Bar Jade“ bzw. „Pilbara Jade“[46]
- Seit 1998 wird Hydrofluorit unter der Handelsbezeichnung Lavendel-Jade als Smithsonit- und Jade-Imitation angeboten.[47]
- der grüne Strahlstein (Smaragdit-Jade)
- grüner Grossular aus Südafrika (Transvaal-Jade)
- brauner Vesuvian aus Kalifornien (Vesuvian-Jade, Californit)
- Serpentin aus China (Serpentin-Jade)
- der unter anderem aus Griechenland stammende Ophicalcit, eine Art Serpentinmarmor mit Brekzienstruktur, wird gerne unter der Bezeichnung „Connemara“ oder „Verde antique“ vertrieben.[46]
- grünlicher Sillimanit aus Burma und Sri Lanka (Sillimanit-Jade).

Als Ersatz für den seltenen gelben Jadeit wird unter anderem gelber Aragonit verwendet. Auch gefärbter Chalcedon und Kunstprodukte aus gefärbtem Glas (Handelsname „Sibirische Jade“) kommen als Imitationen zum Einsatz. Sie alle unterscheiden sich vom echten Jadeit in Härte, spezifischem Gewicht und Lichtbrechung (und vor allem im Preis).